# Цегляна готика

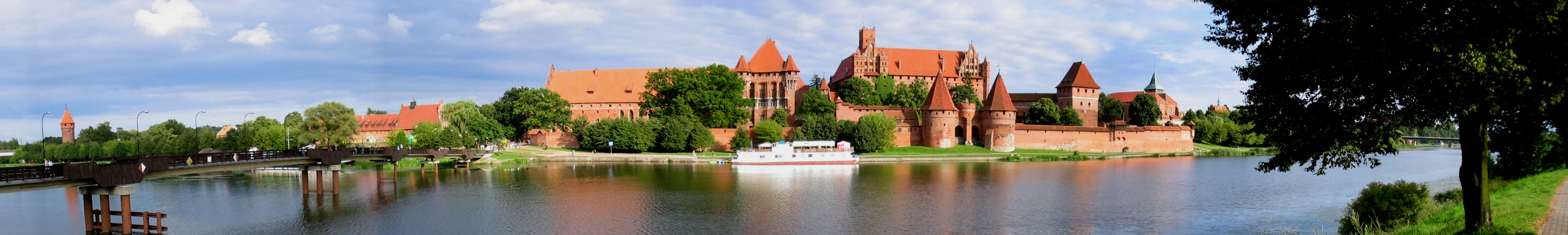
Замок у Мальборку (Польща), найбільший у світі замок у стилі цегляної готики

Цегляна готика (нім. Backsteingotik, пол. Gotyk ceglany) — це особливий тип готичної архітектури, поширений у Північній Європі, особливо у північній Німеччині, Польщі та тих регіонах довкола Балтійського моря, які не мають місцевих джерел природного каменю. Будівлі фактично побудовані з використанням цегли.
Будівлі в стилі цегляної готики можна побачити в таких країнах, як Україна, Білорусь, Данія, Естонія, Фінляндія, Німеччина, Латвія, Литва, Нідерланди, Польща, Росія та Швеція.
Оскільки використання обпаленої червоної цегли у Північній Європі почалося з 12-го сторіччя, найстаріші будинки з неї вважаються цегляною романікою. А в 16-му сторіччі нащадком цегляної готики стала архітектура цегляного Відродження.
Цегляна готика характеризується відсутністю фігурної архітектурної скульптури, яка була поширена в інших стилях готичної архітектури, а також своїм винахідливим поділом та структуруванням стін, з використанням вбудованих орнаментів та кольорового контрасту між червоною цеглою, глазурованою цеглою та білою вапняковою штукатуркою.
Досить багато центрів міст, у яких переважає цегляна готика, а також ряд окремих будівель були включені до Світової спадщини ЮНЕСКО.

## Поширення

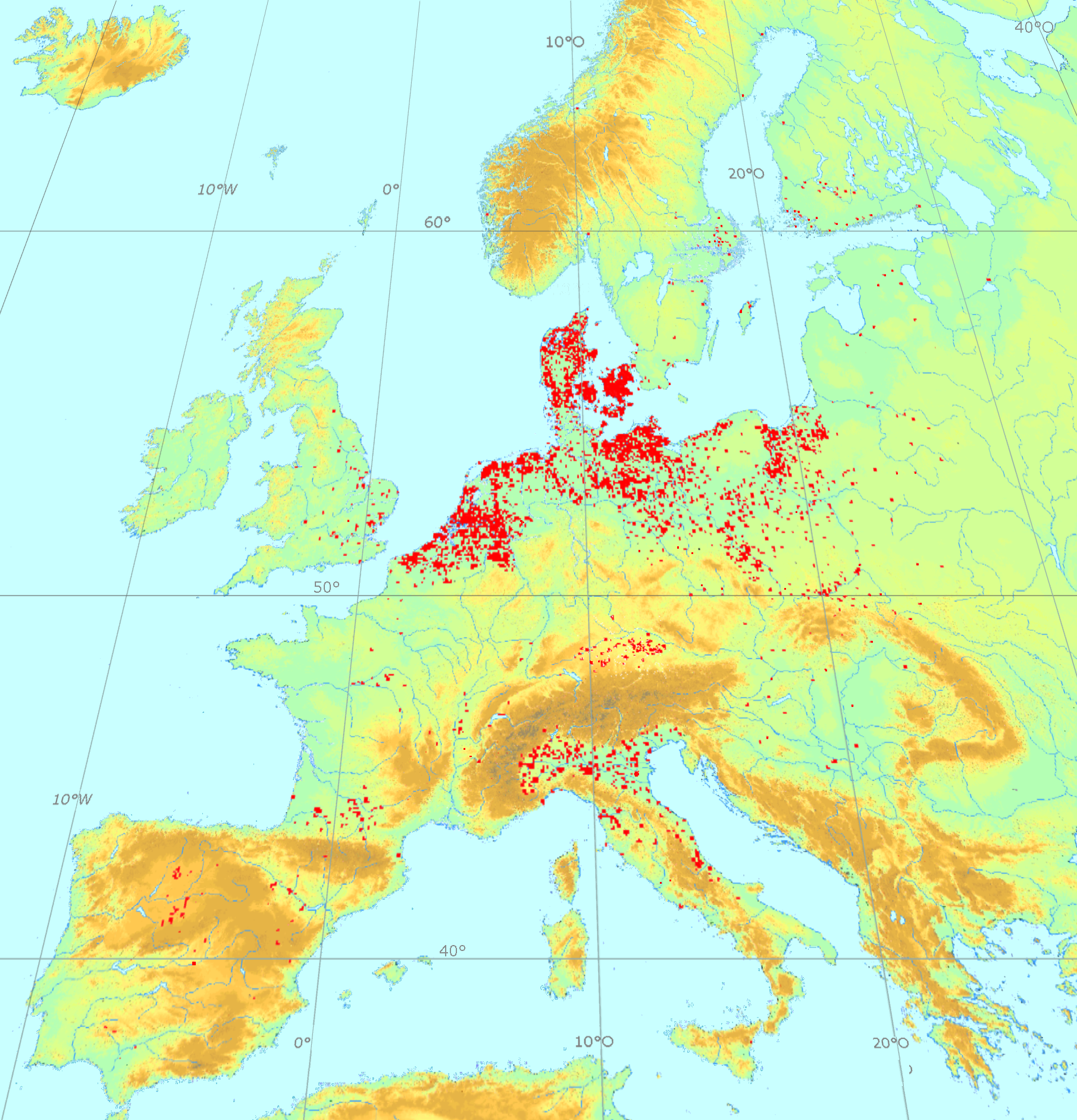
Карта готичні цегли

Цегляна архітектура переважно поширена на територіях, які не мають достатньо природних запасів будівельного каменю, зокрема це характерно для Середньоєвропейської рівнини. Оскільки значна частина цієї рівнини (у тому числі північно-німецька рівнина, за винятком Вестфалії та Рейнської області) переважно збігається з територіями, на яких була поширена Ганзейська ліга, цегляна готика стала символом цього об'єднання вільних міст. Нарівні з нижньонімецькою мовою цегляна готика є основним визначальним елементом північно-німецької культурної території, особливо в частині пізнього заснування міст і територій розселення на північ та схід від Ельби. У Середні віки та ранній сучасний період, ця культурна територія була поширена по всьому південному узбережжі Балтійського моря та мала значний вплив на Скандинавію. Найбільш південною же будівлею в Німеччині у стилі цегляної готики є Bergkirche (гірська церква) в Альтенбурзі (Тюрингія).
Також існували й інші національні або регіональні прив'язки стилю — наприклад, у Польщі будівлі у стилі цегляної готики деколи описують як належні до «польської готики». І хоча переважна більшість готичних будівель у межах сучасної Польщі побудована з цегли, цей термін також включає нецегляні готичні будівлі, наприклад, собор замкового комплексу Вавель у Кракові, який переважно побудований з каменю.
На північному сході, особливо вздовж річок Везер та Ельба, можна було відносно легко видобути пісковик з гір центральної Німеччини, що спричинило поєднання стилів зі сходу від Ельби з архітектурними традиціями Рейнської області. Тут цегла переважно використовувалась для стін, а пісковик для пластичних деталей. Оскільки цегла як така в цьому стилі не мала естетичної функції, більша частина північно-західної Німеччини фактично не є територією поширення цегляної готики.
Однак лише відсутність доступного каменю не обов'язково привела до розвитку виразного цегляного архітектурного стилю. Наприклад, на деяких територіях у Південній Німеччині, таких як Верхня Баварія або Верхня Швабія, також відчувалась нестача будівельного каменю, однак місцеві мешканці не створили типового стилю, заснованого лише на цеглі. Натомість вони закладали середину з цегли, оточували її нарізаним каменем та додавали архітектурну скульптуру з обробленого каміння. Прикладом цього стилю може слугувати церква святого Мартіна в Ландсгуті та Фрауенкірхе (Мюнхен).

## Історичні умови
Під час середньовічного просування німців на схід, в XII-XIII сторіччі слов'янські території на схід від Ельби були заселені торговцями та поселенцями з перенаселеної північно-західної Німеччини. У 1158 році Генріх Лев заснував Любек, в 1160 підкорив слов'янське князівство у Шверині. Ця місцями насильницька колонізація супроводжувалась хрещенням слов'ян та заснуванням діоцезій в Рацебурзі (нім. Ratzeburg), Шверині, Камені-Поморському, Бранденбурзі-на-Хавелі та інших місцях.
Новозасновані міста досить швидко приєдналися до Ганзи та сформували «Вендське коло» з центром в Любеку та «Готландсько-лівонське коло» з головним центром в Таллінні (тоді — Ревал). Багаті торгові міста Ганзи особливо характеризуються релігійною та світською представницькою архітектурою, наприклад, приходські церкви, ратуші, приватні будинки купців або міські ворота. У сільській місцевості на розвиток цегляної архітектури основний вплив чинила монастирська архітектура різних орденів, особливо цистерціанців та премонстрантів. На території між Пруссією та Естонією, тевтонські лицарі убезпечували своє правління, будуючи численні замки, більшість з яких — з цегли.

## Розвиток
Дерев'яна архітектура довго домінувала на прибалтійських територіях, однак не була придатною для монументальних будівель. На її зміну прийшла цегляна архітектура, що стала домінуючою в 12-му сторіччі, ще в рамках періоду романської архітектури. При цьому по всій території поширення цегляної готики, фахверкова архітектура лишалась типовою для менших будівель, особливо у сільській місцевості, ще тривалий час, аж до сучасності.
На територіях, де правили Вельфи, використання цегли на заміну природного каменю почалося з соборів та приходських церков у таких містах, як Ольденбург (Гольштейн), Бад-Зегеберг, Рацебург та Любек. Генріх Лев заклав наріжний камінь Любецького собору в 1173 році.
У Бранденбурзькому маркграфстві потреба в альтернативних матеріалах була вищою через відсутність природного каменю та відстань до Балтійського моря (що, як і річки, використовувалось для транспортування важкого вантажу на суднах). Цегляна архітектура тут почалася з собору в Бранденбурзі в 1165 році за правління Альбрехта Ведмідя. Зокрема, головним об'єктом цегляної готики в Бранденбурзі виступає Єриховський монастир (на той час частина Магдебурзького єпископства), будівництво якого почалося ще 1148 року.

## Характеристики цегляної готики
Цегляна архітектура в період романського мистецтва залишалась тісно пов'язаною з відповідною кам'яною архітектурою та просто відтворювала в новому матеріалі стиль і прийоми останнього. Натомість цегляна готика розробила свій власний характерний стиль, спричинений нестачею окремих матеріалів: будівлі були часто громіздкими й монументальними у стилі, але досить простими за зовнішнім виглядом, не маючи тієї витонченості, що в соборів далі на південь. А проте на них справили істотний вплив собори Франції та фламандська шельдська готика, яка сама перебувала під впливом французької.
У більш пізній період поширилися прийоми, які привели до складнішого структурування церков: ніші в стінах покривали вапняковою штукатуркою, що створювало різкий контраст із більш темними цегляними стінами, а також почали виробляти формовану цеглу для імітації різьбленої з каменя архітектурної скульптури.

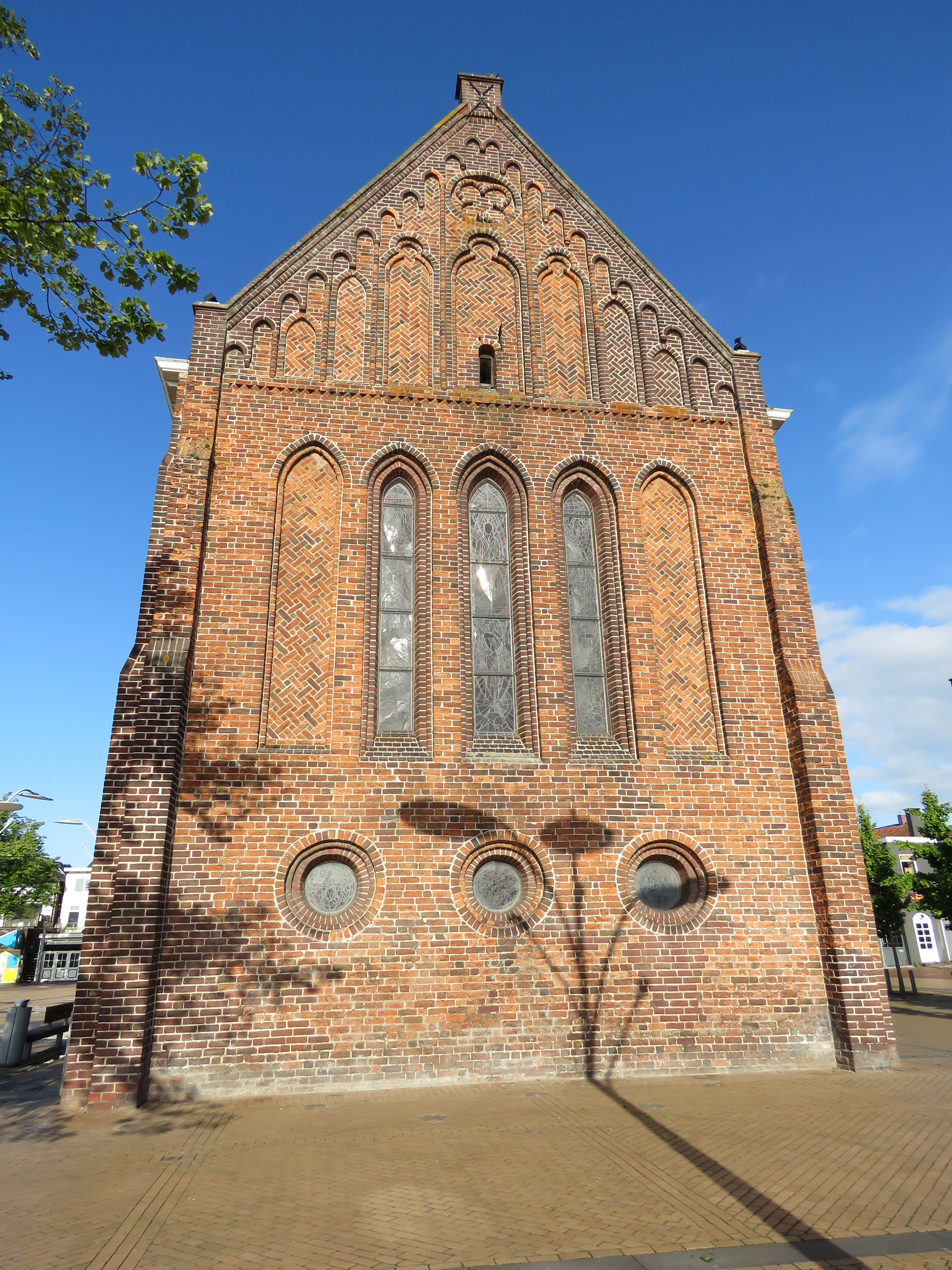
Деталь церкви ринку, Вінсхотен (Нідерланди)
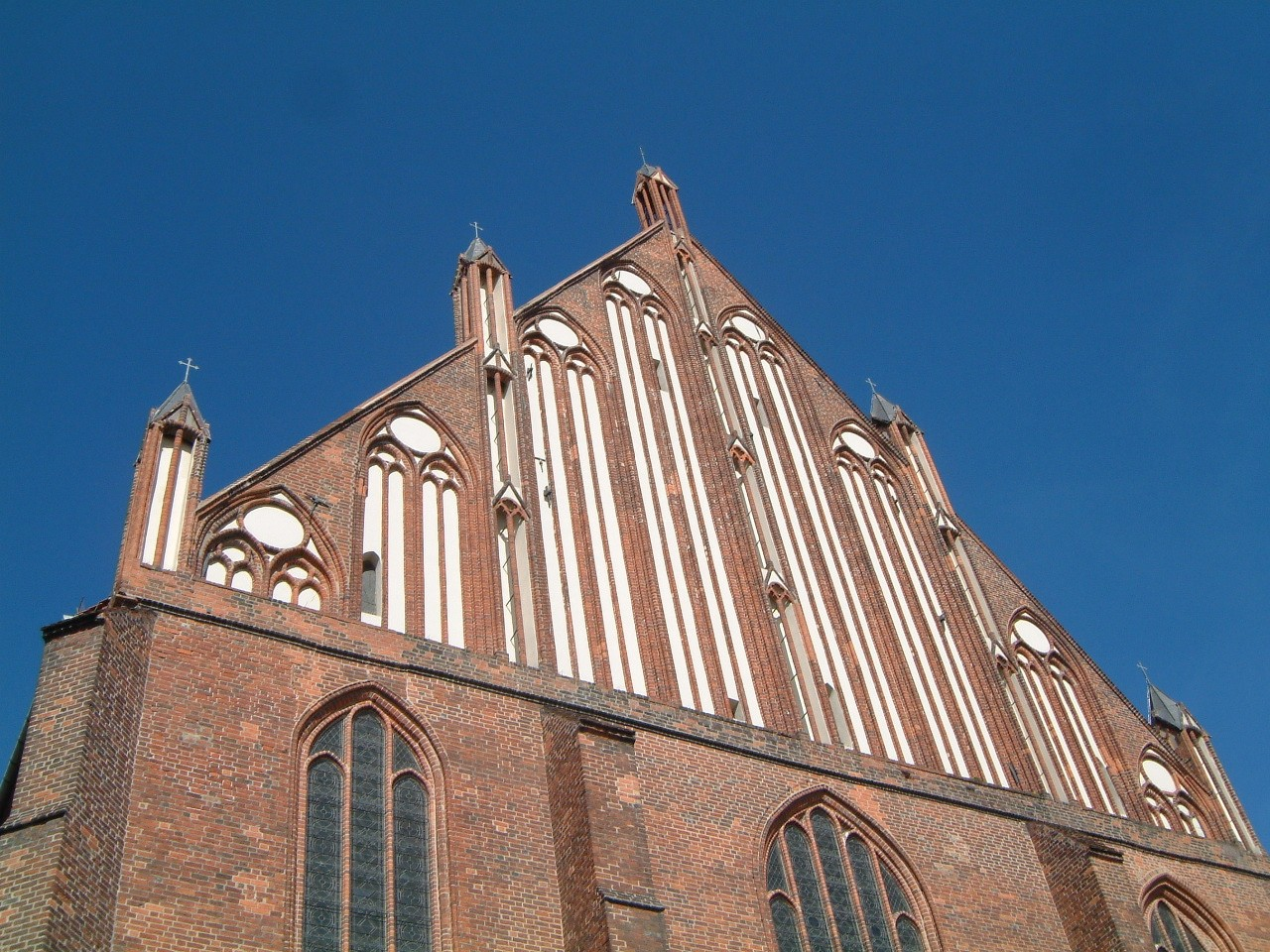
Деталь церкви св. Марії, Грайфсвальд (Німеччина)
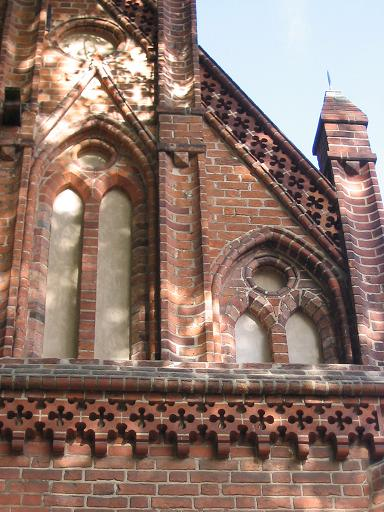
Деталь Ленінського абатства (Німеччина)
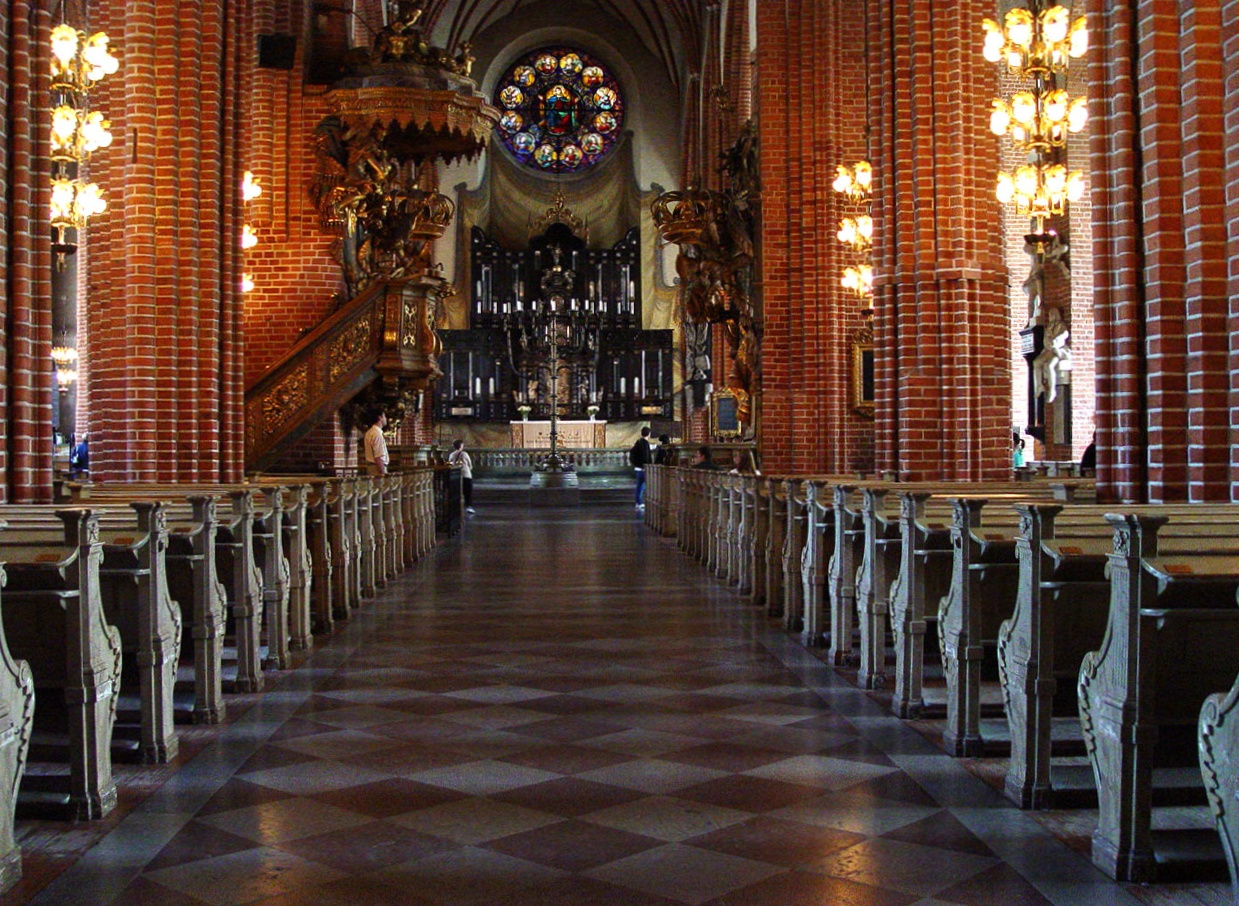
Елементи інтер'єру в стилі цегляної готики церкви святого Миколая, Стокгольм, Швеція.

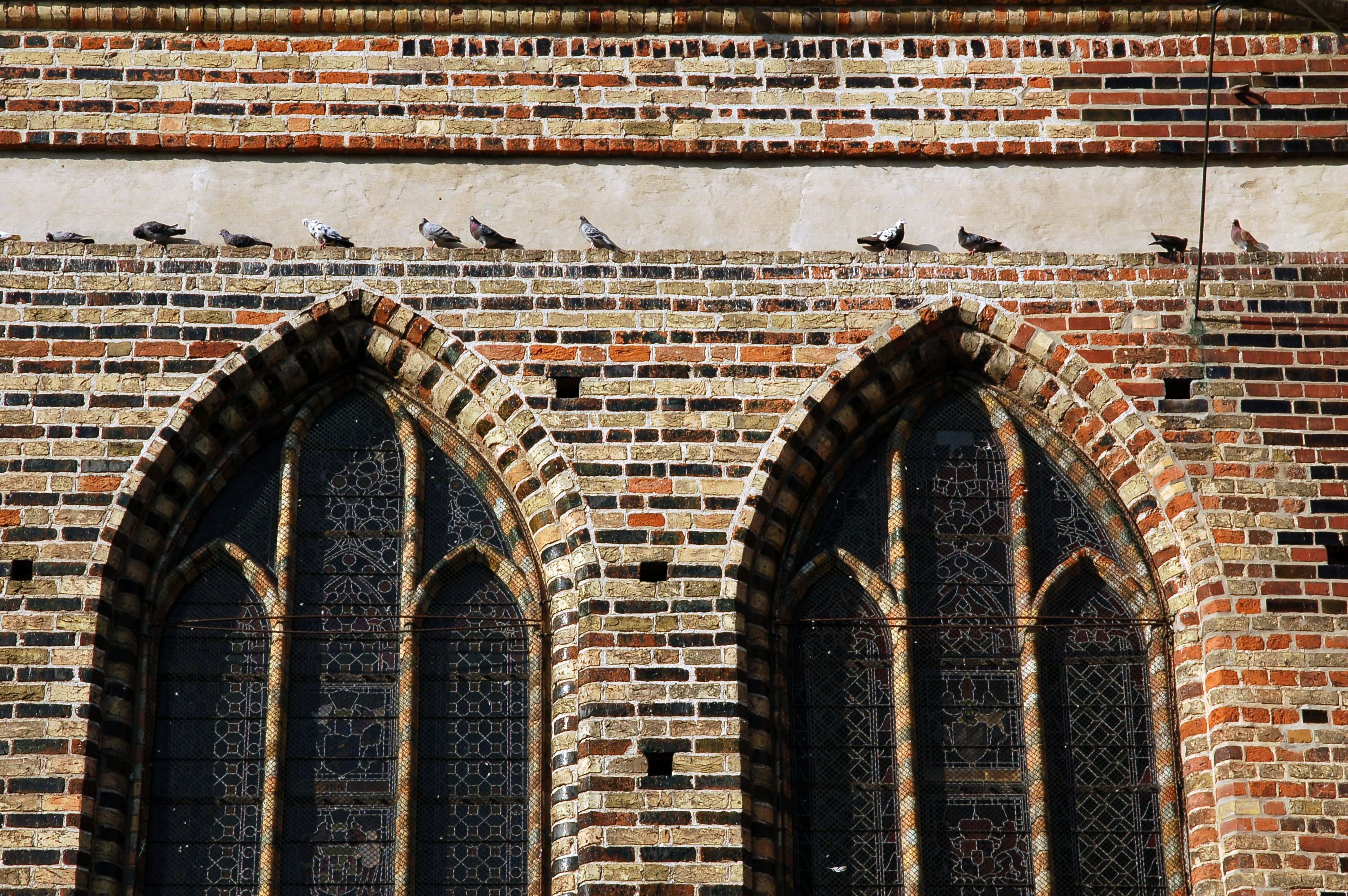
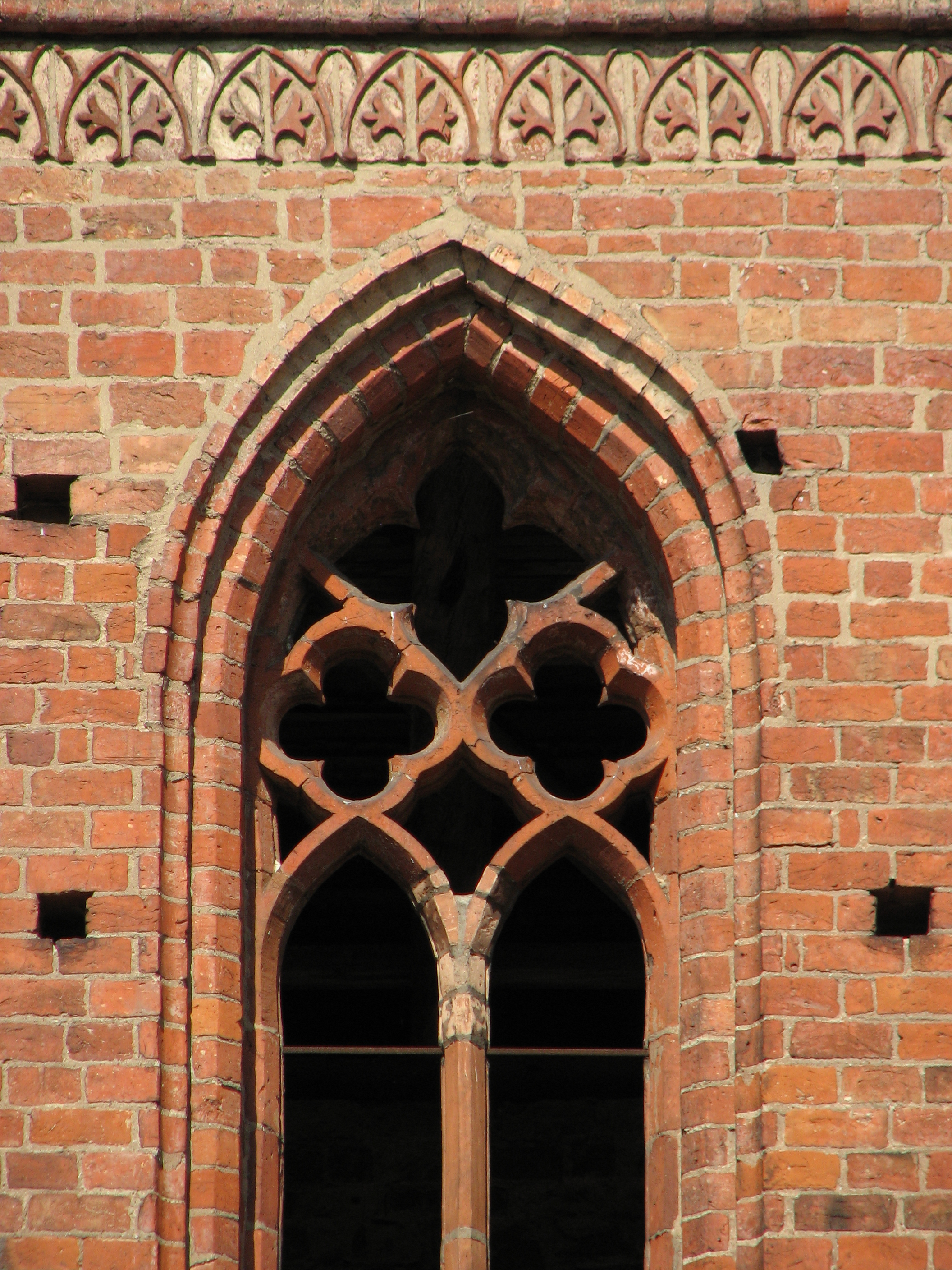
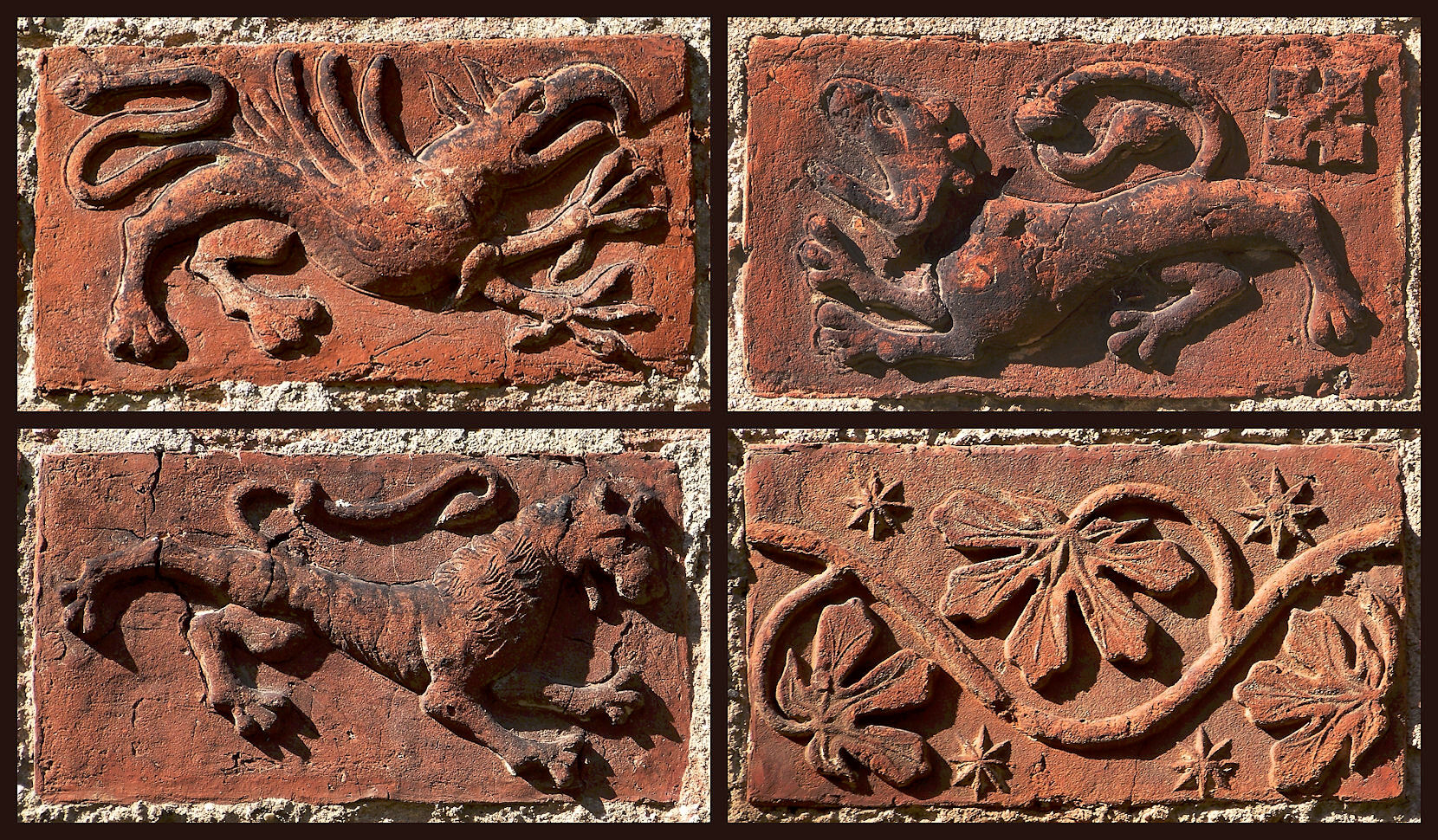
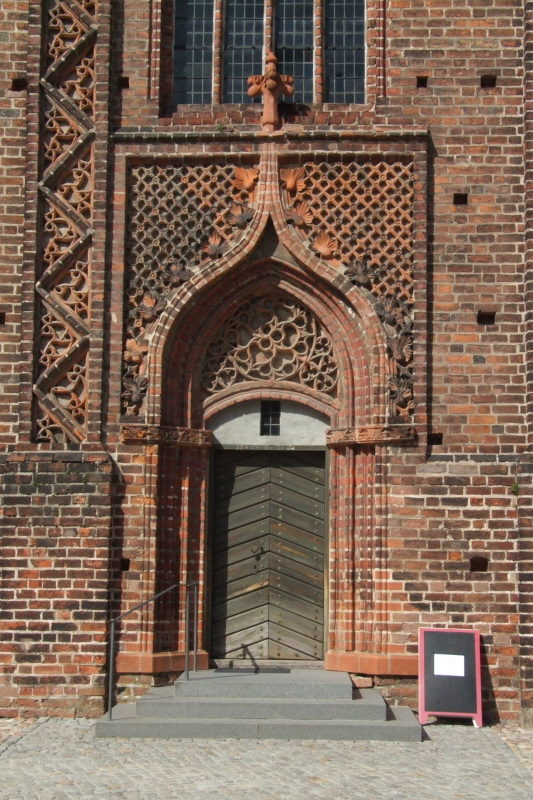
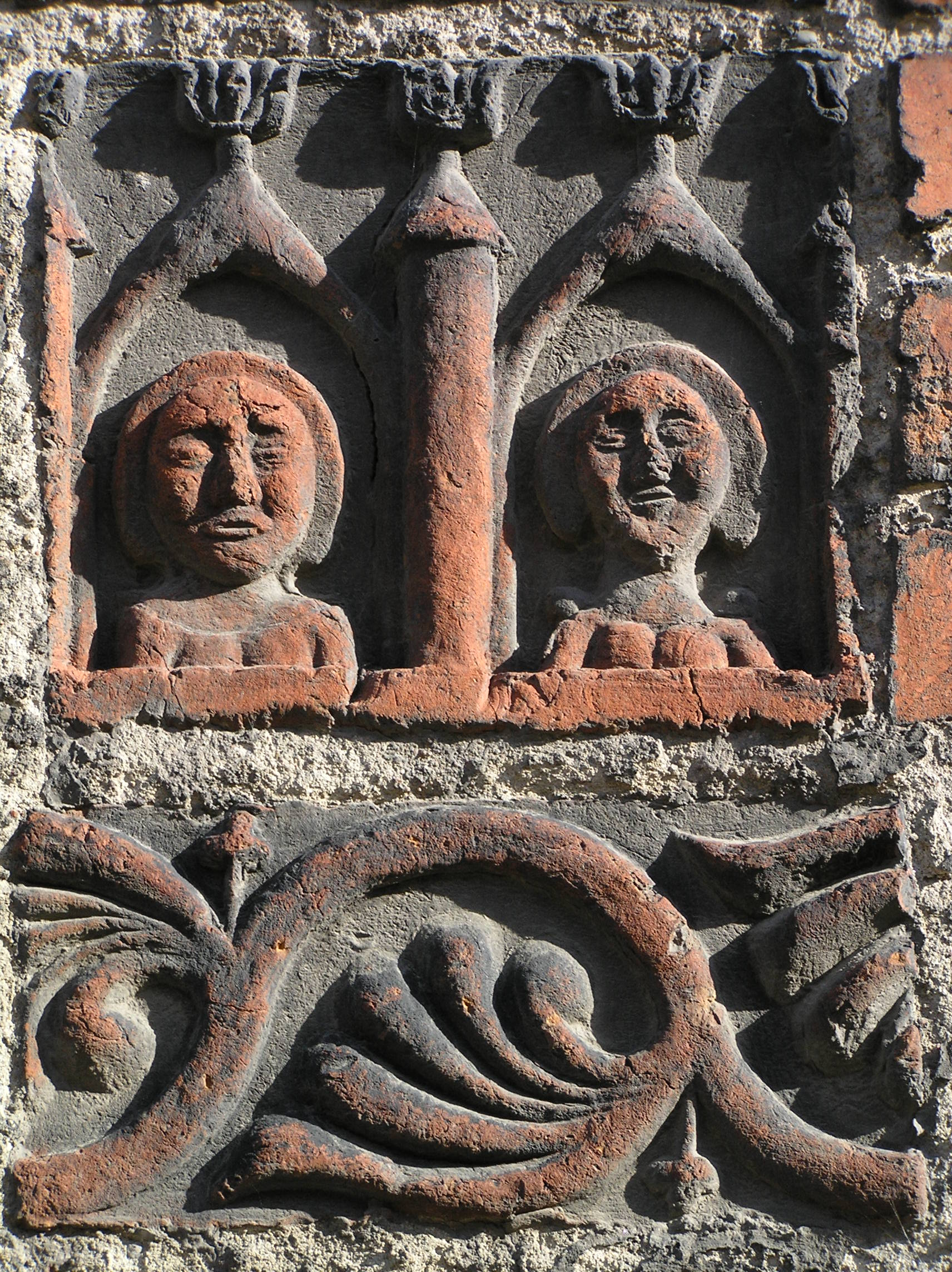
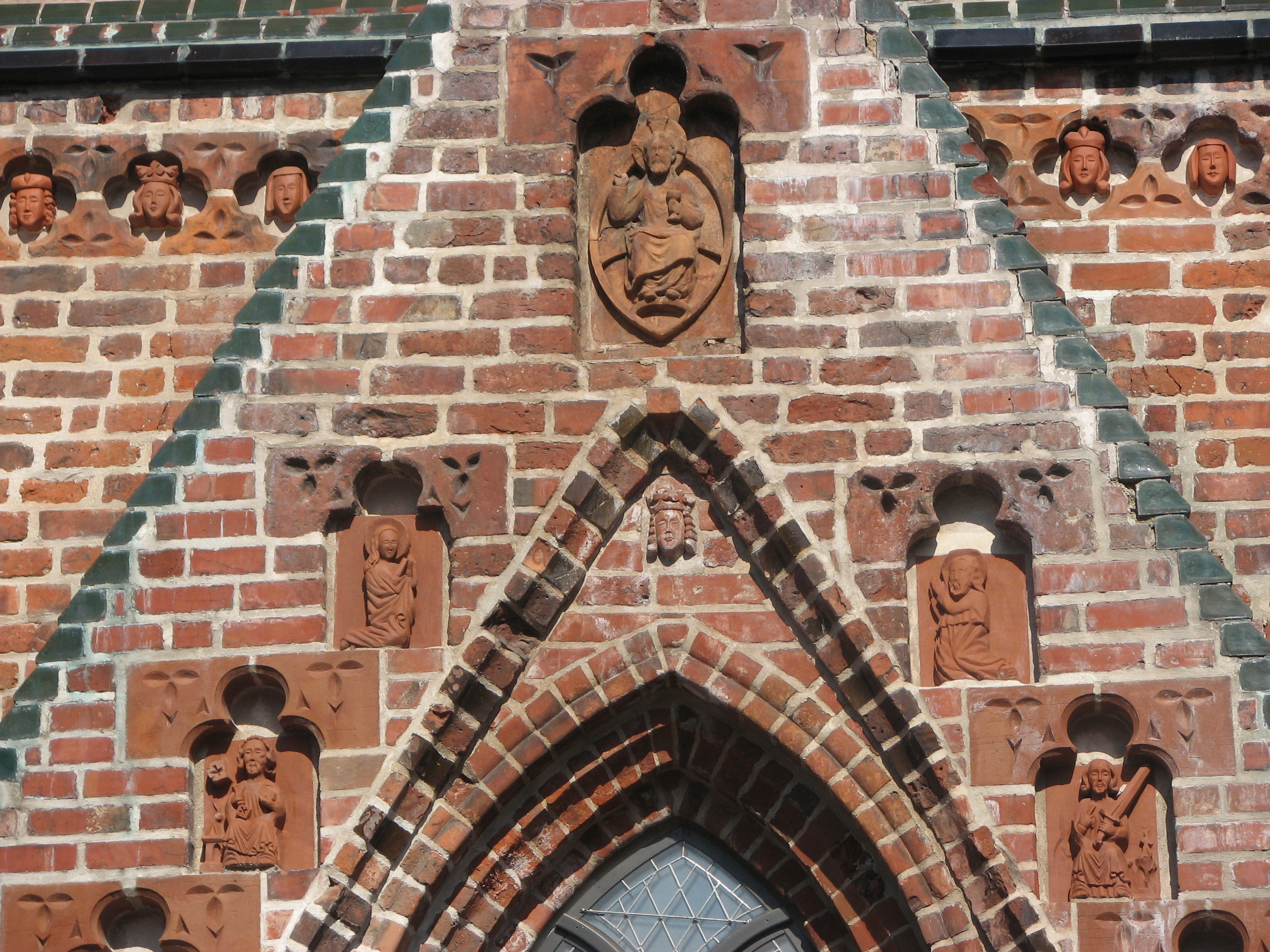
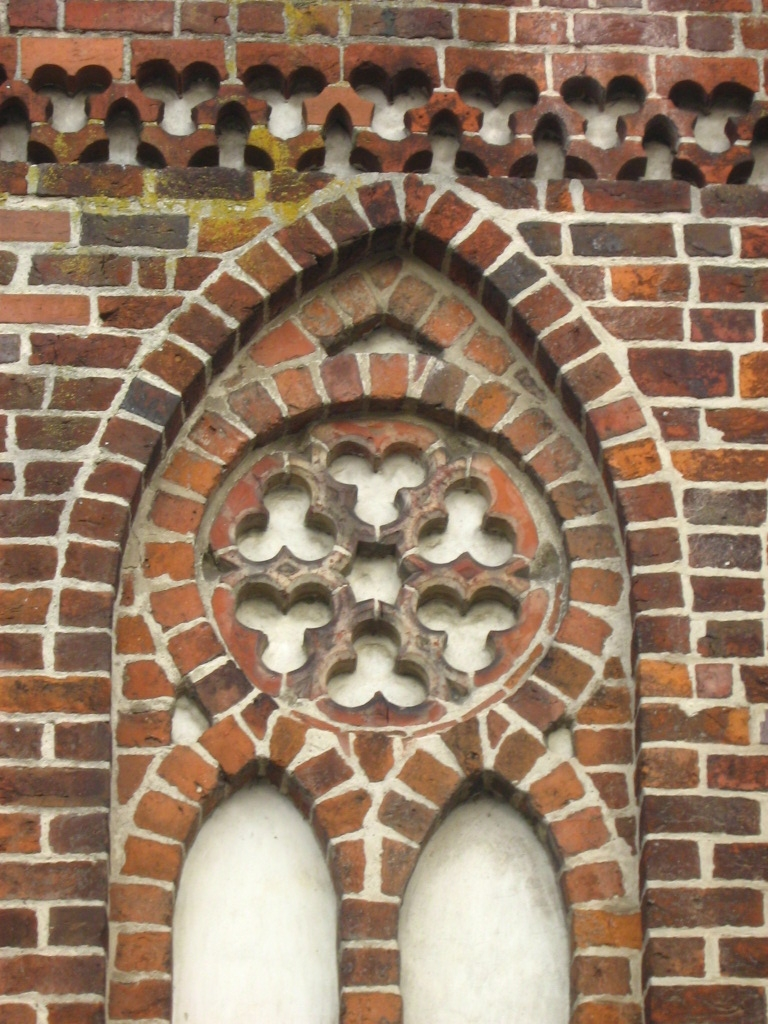
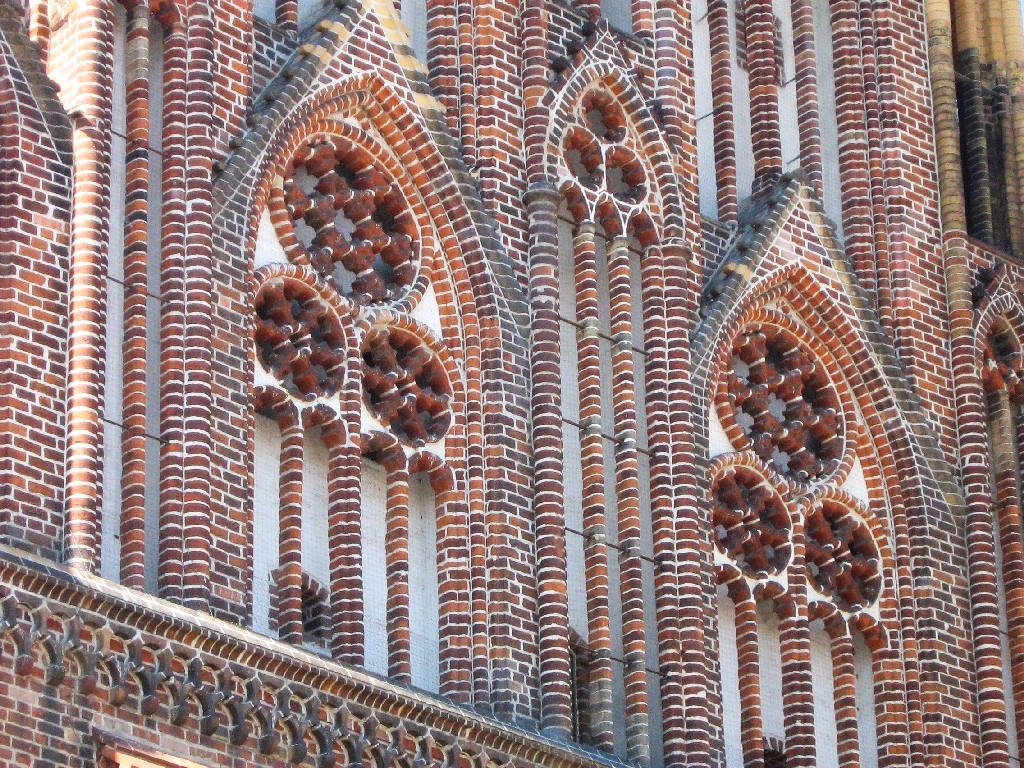

Елементи стилю:

## Цегла як основний матеріал
Оскільки використовувана цегла була зроблена з глини, яка у величезних кількостях доступна на Північно-німецькій рівнині, вона швидко була прийнята як поширена альтернатива будівельному каменю. Для важливих будівель стандартом став так званий монастичний формат цегли — розміром від близько 28 x 15 x 9  до 30 x 14 x 10 см, з дірками діаметром до 1.5 см. На відміну від готики з різьбленого каменю, цегла та формована цегла не вироблялась будівельниками на місці будівництва, а спеціальними підприємствами в іншому місці.

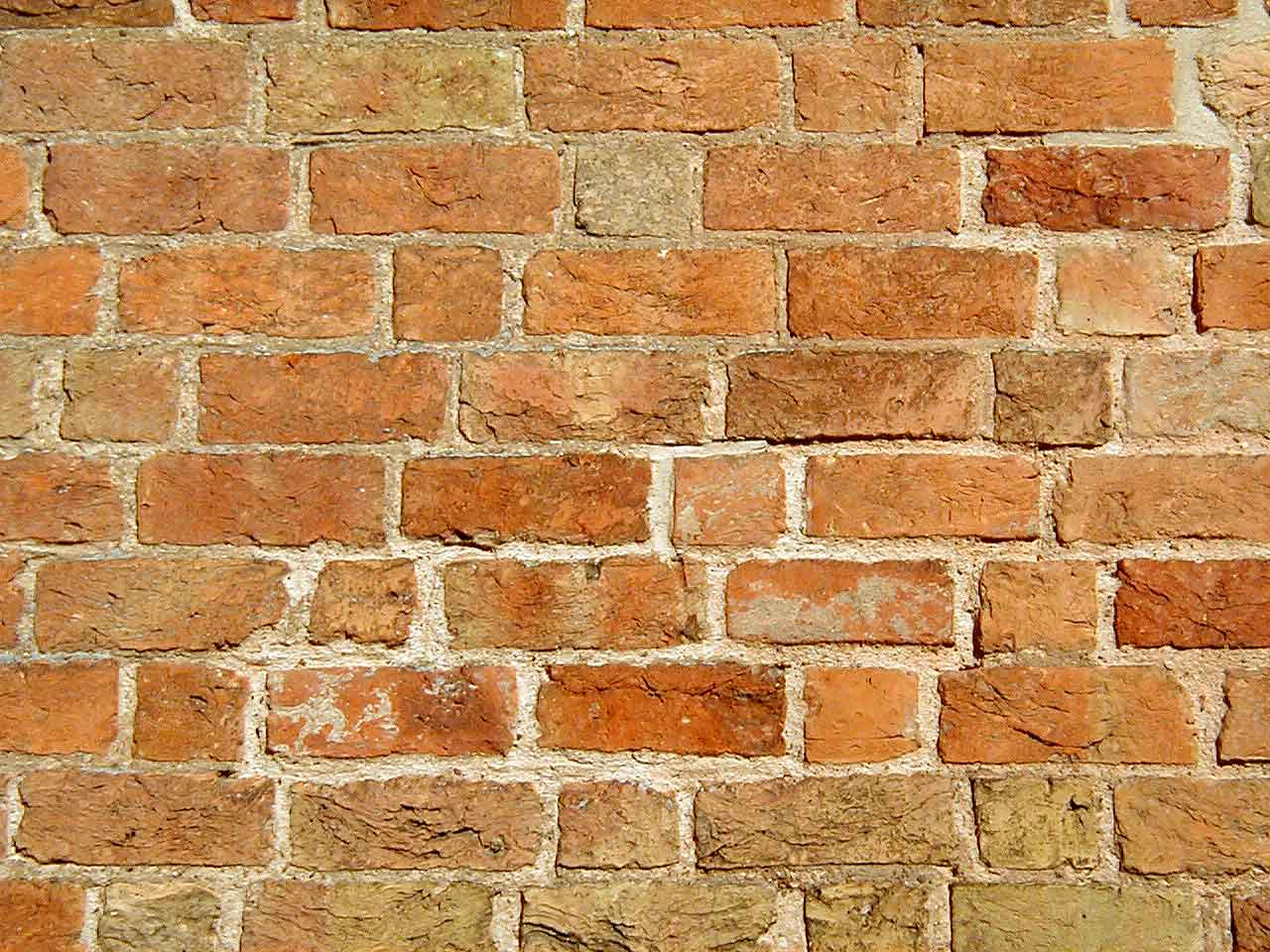
Цегляна стіна в так званому «готичному поясі» (нім. gotischer Verband)
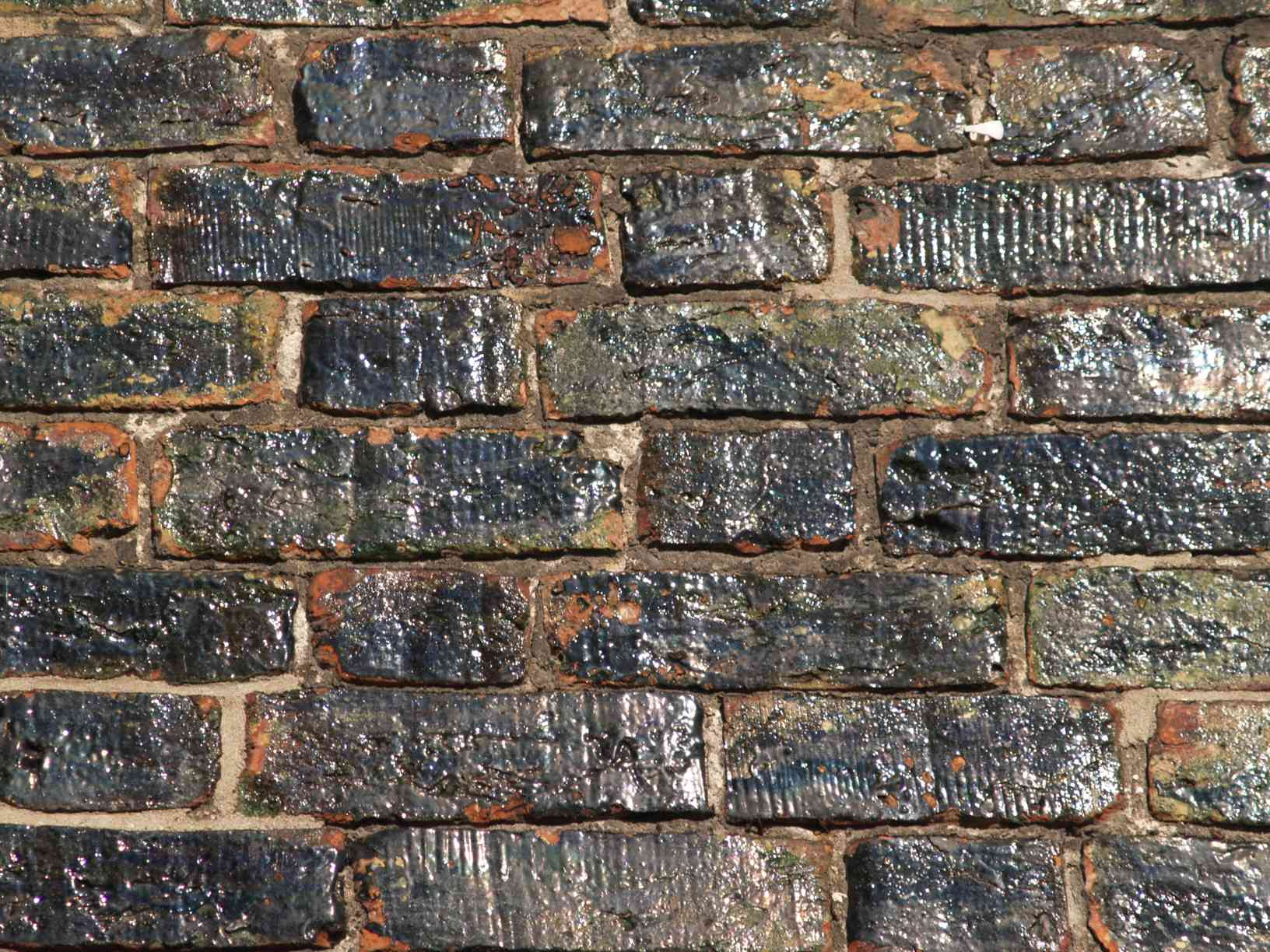
Полив'яна цегла
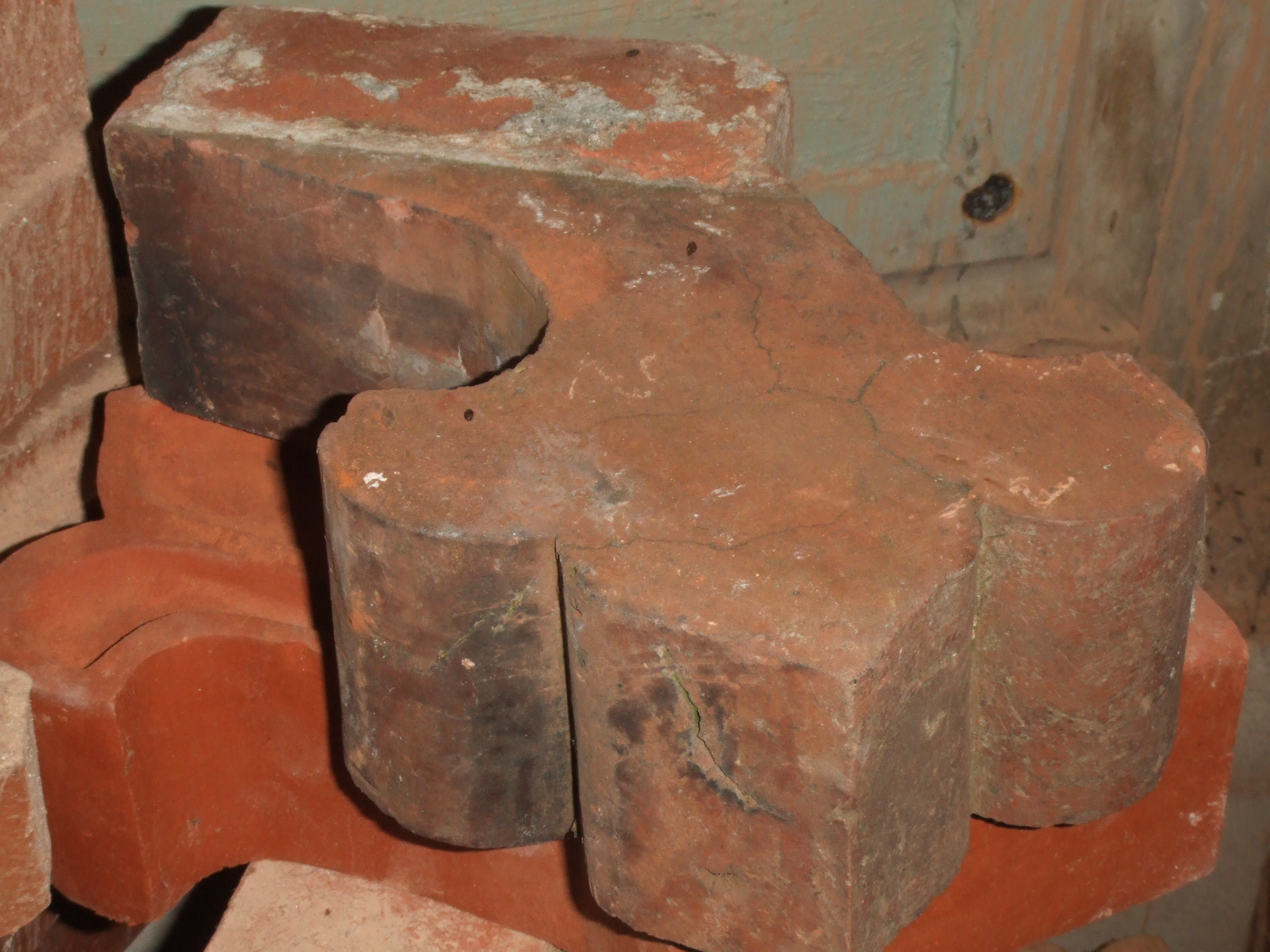
Формована цегла
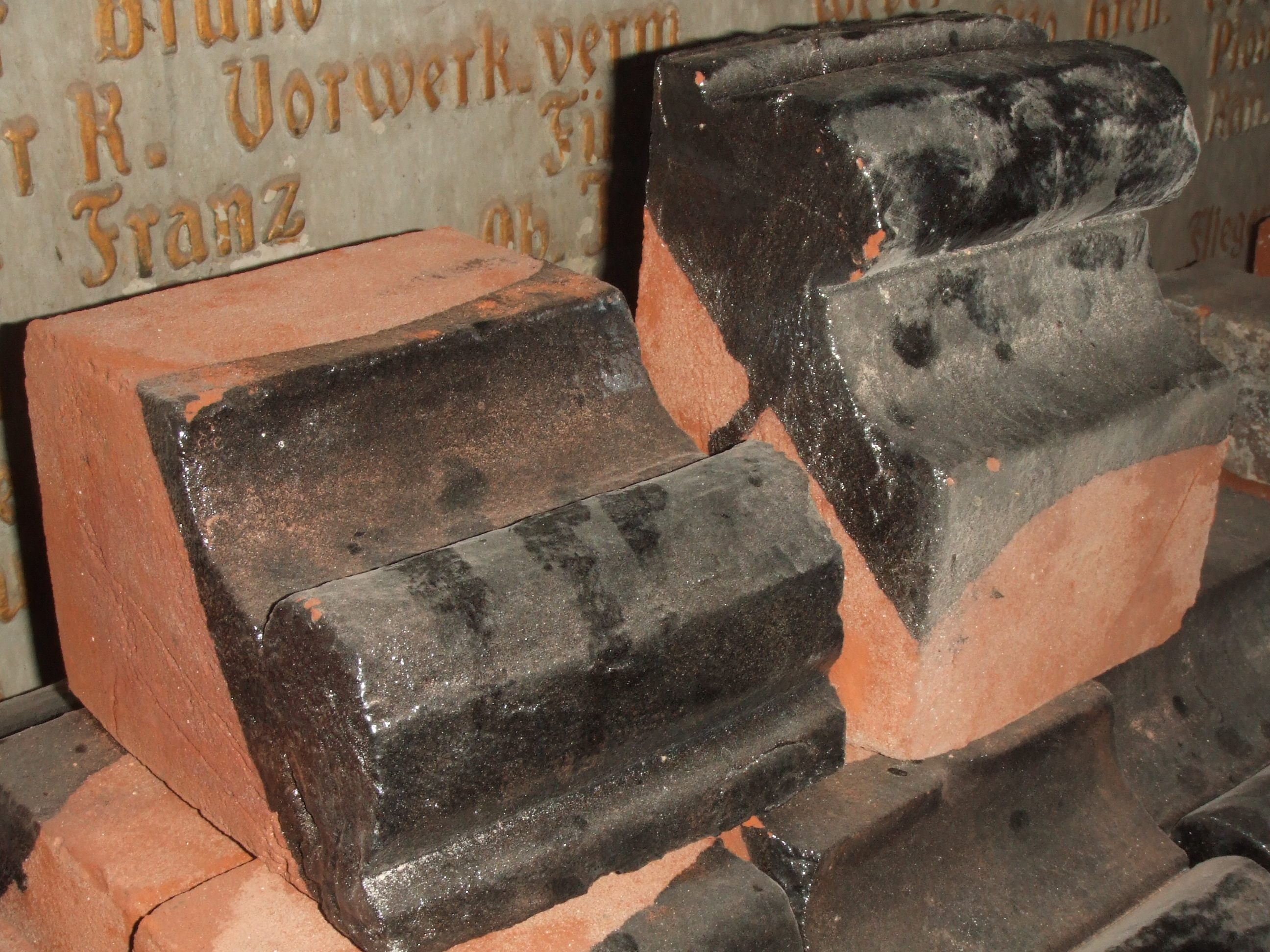
Формована цегла з чорною поливою

## Приклади
Деякі приклади цегляної готики:
- старий центр Любека (Німеччина);
- Замок у Мальборку (Польща), найбільший в світі замок в стилі цегляної готики;
- Базиліка святої Діви Марії (Гданськ), Польща, найбільша в світі церква в стилі цегляної готики;
- старий центр Риги (Латвія), в тому числі Ризький собор;
- собор Роскілле (одночасно приклад і цегляної романської архітектури, і цегляної готики).

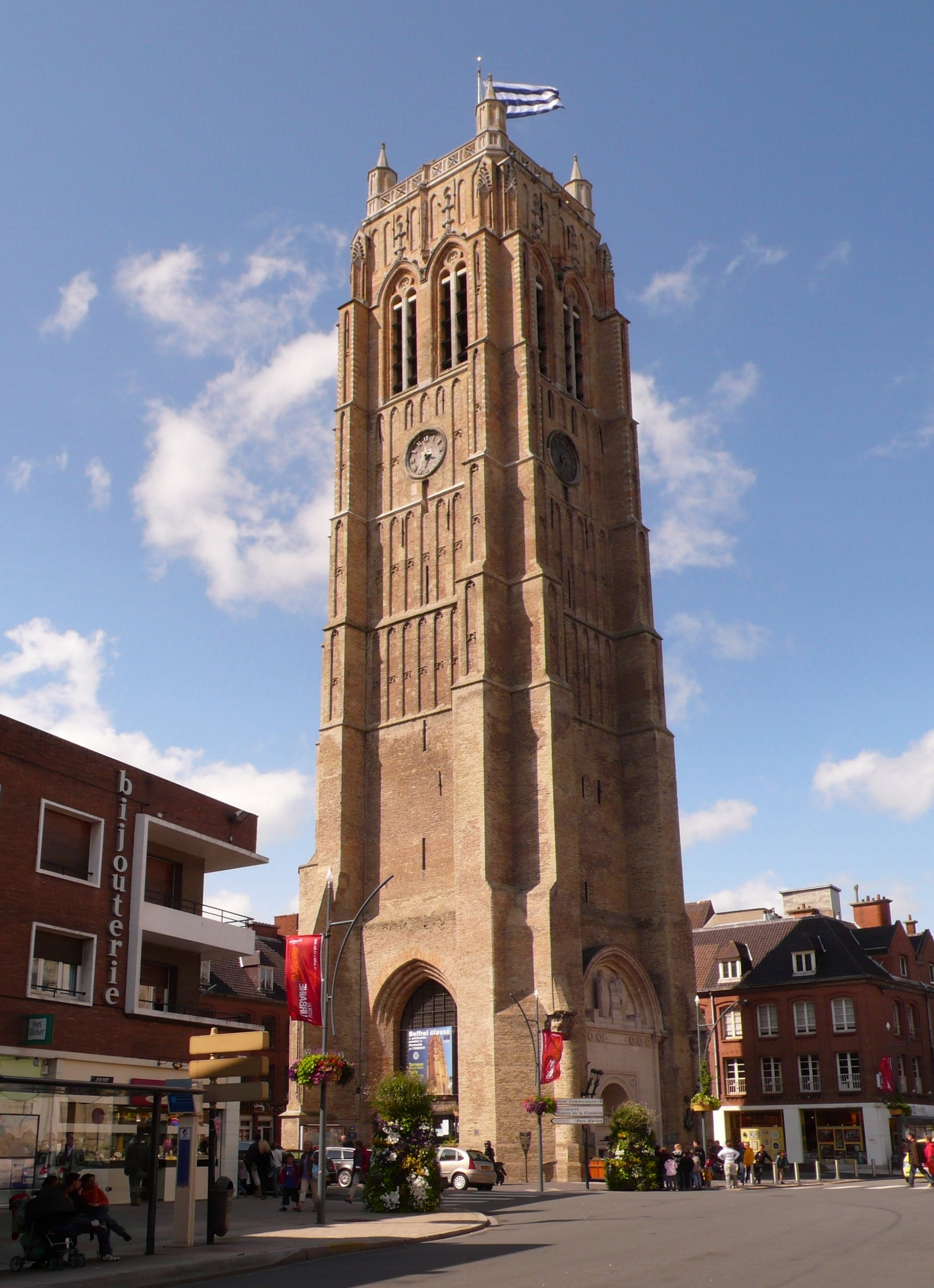
Дзвіниця, Дюнкерк (Франція)
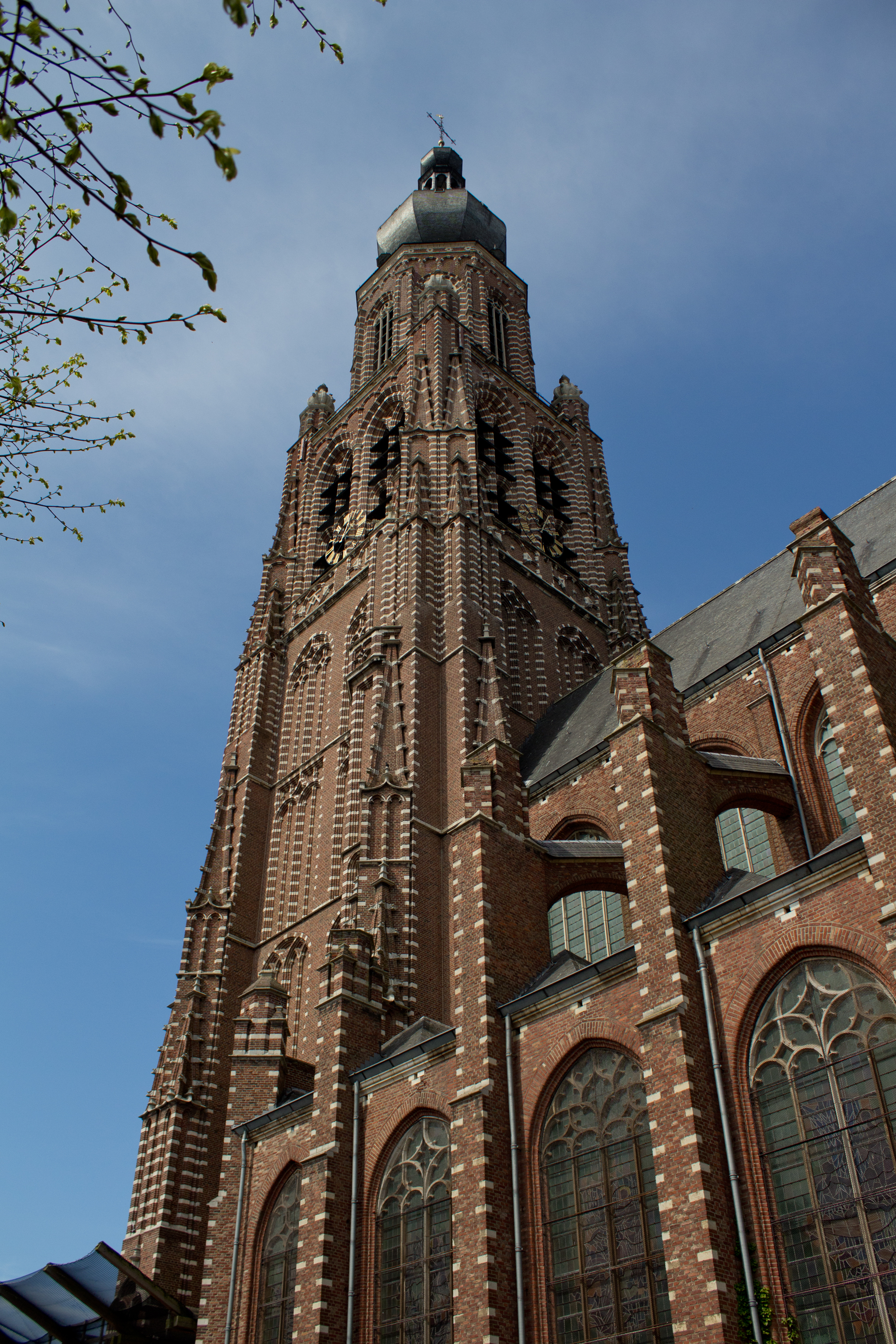
Церква Святої Катерини, Гогстратен (Бельгія)
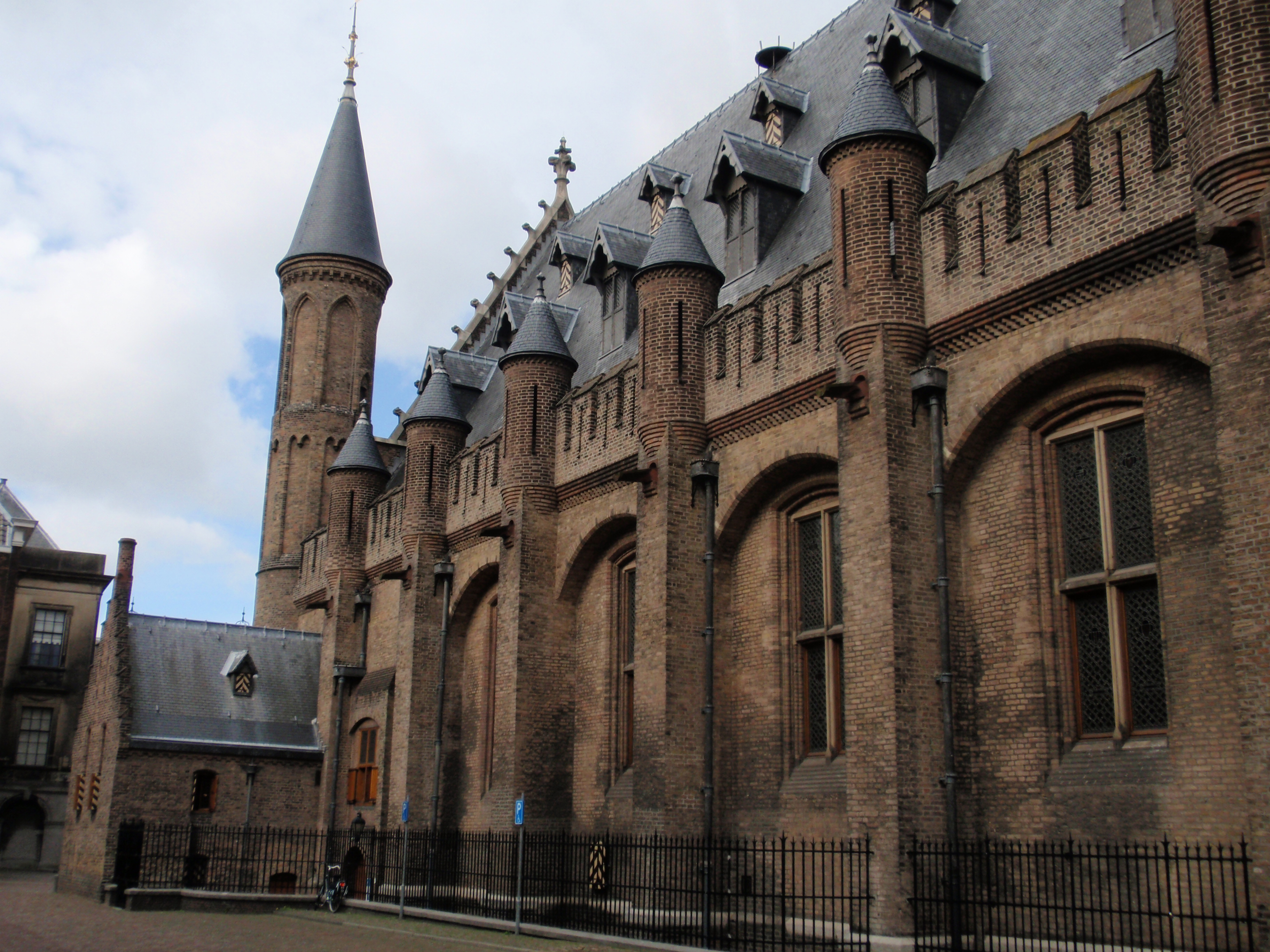
Зала лицарів, Гаага (Нідерланди)
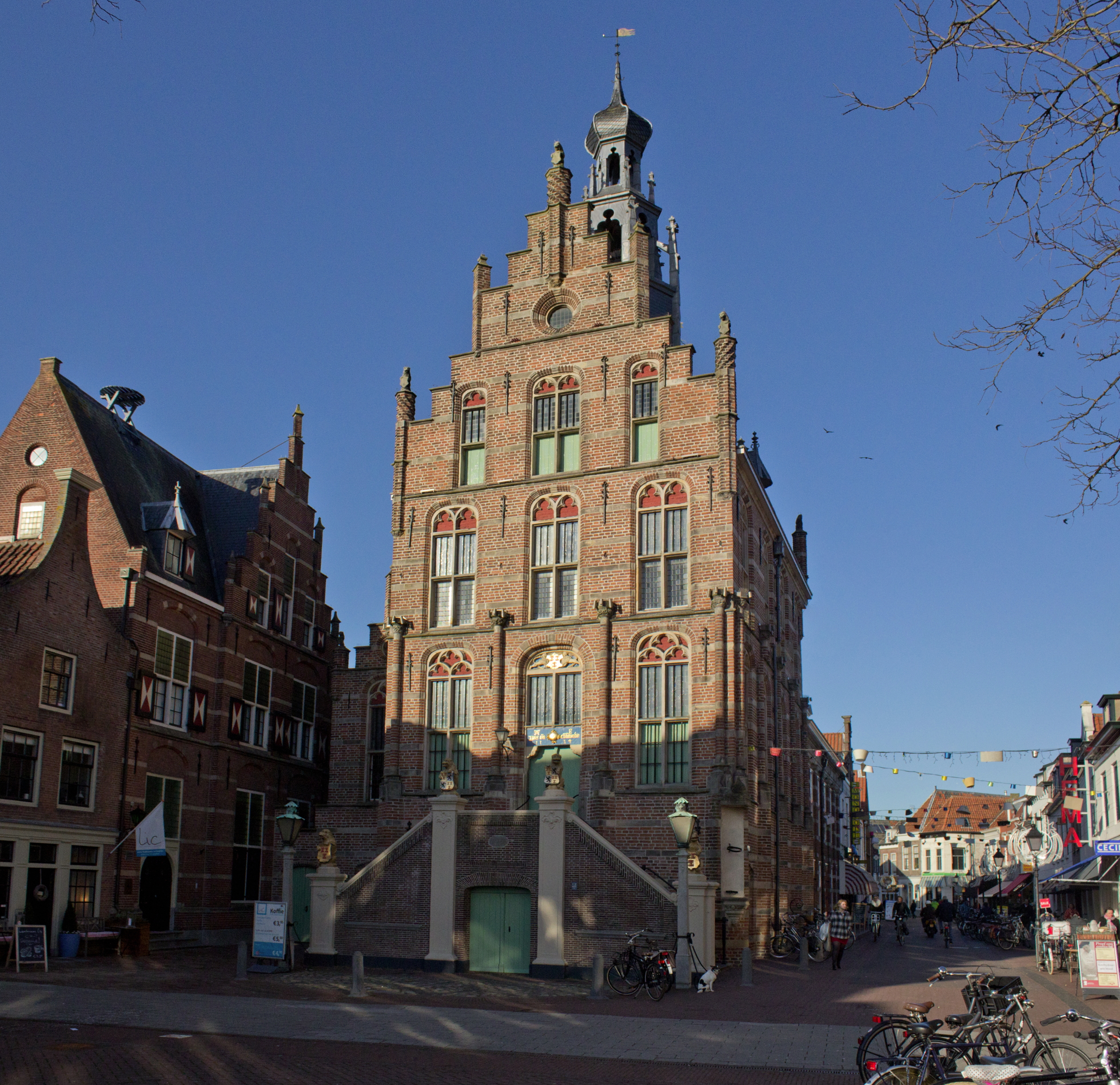
Міська ратуша в Кулемборг (Нідерланди)
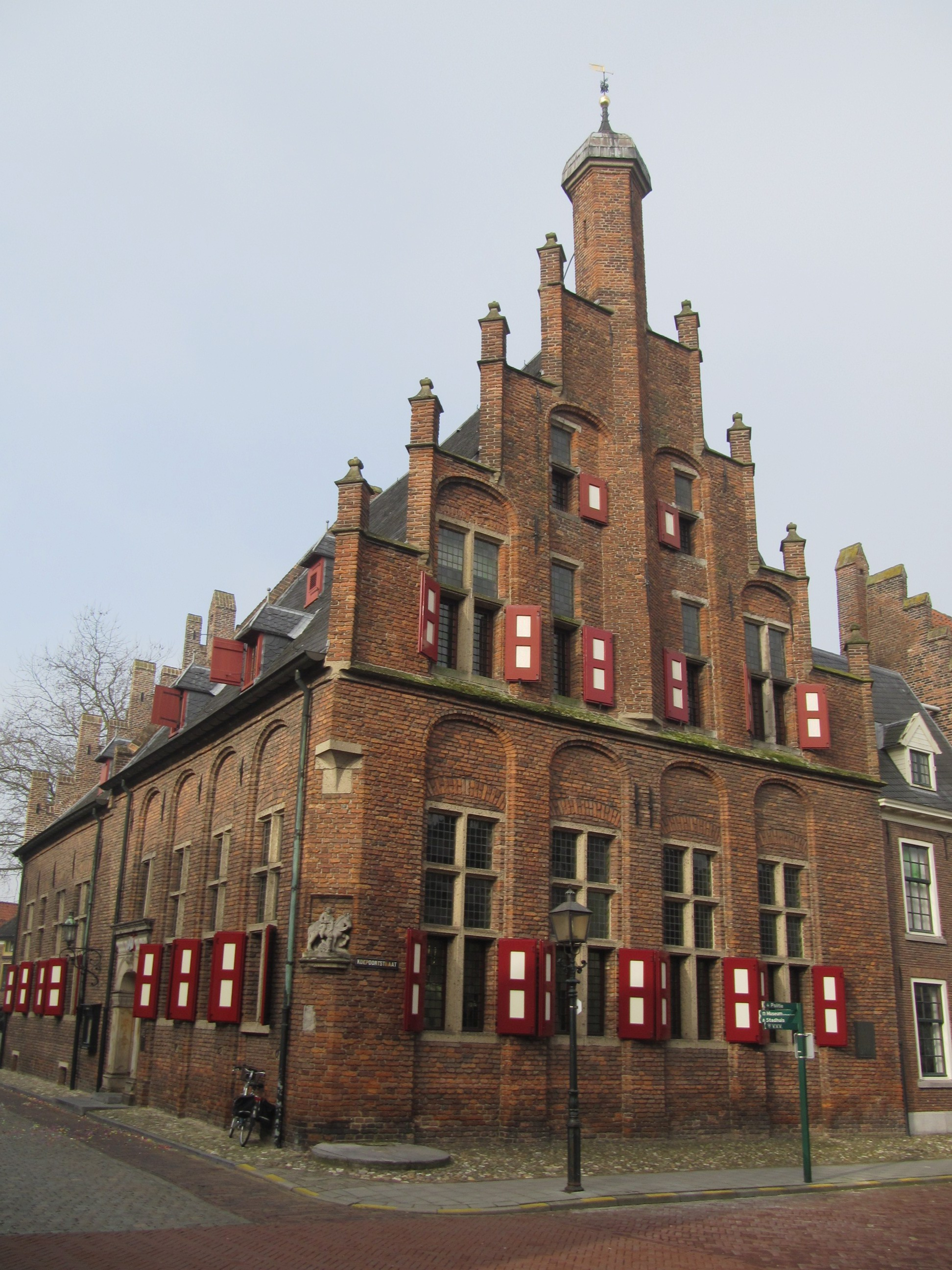
Міська ратуша в Дусбург (Нідерланди)
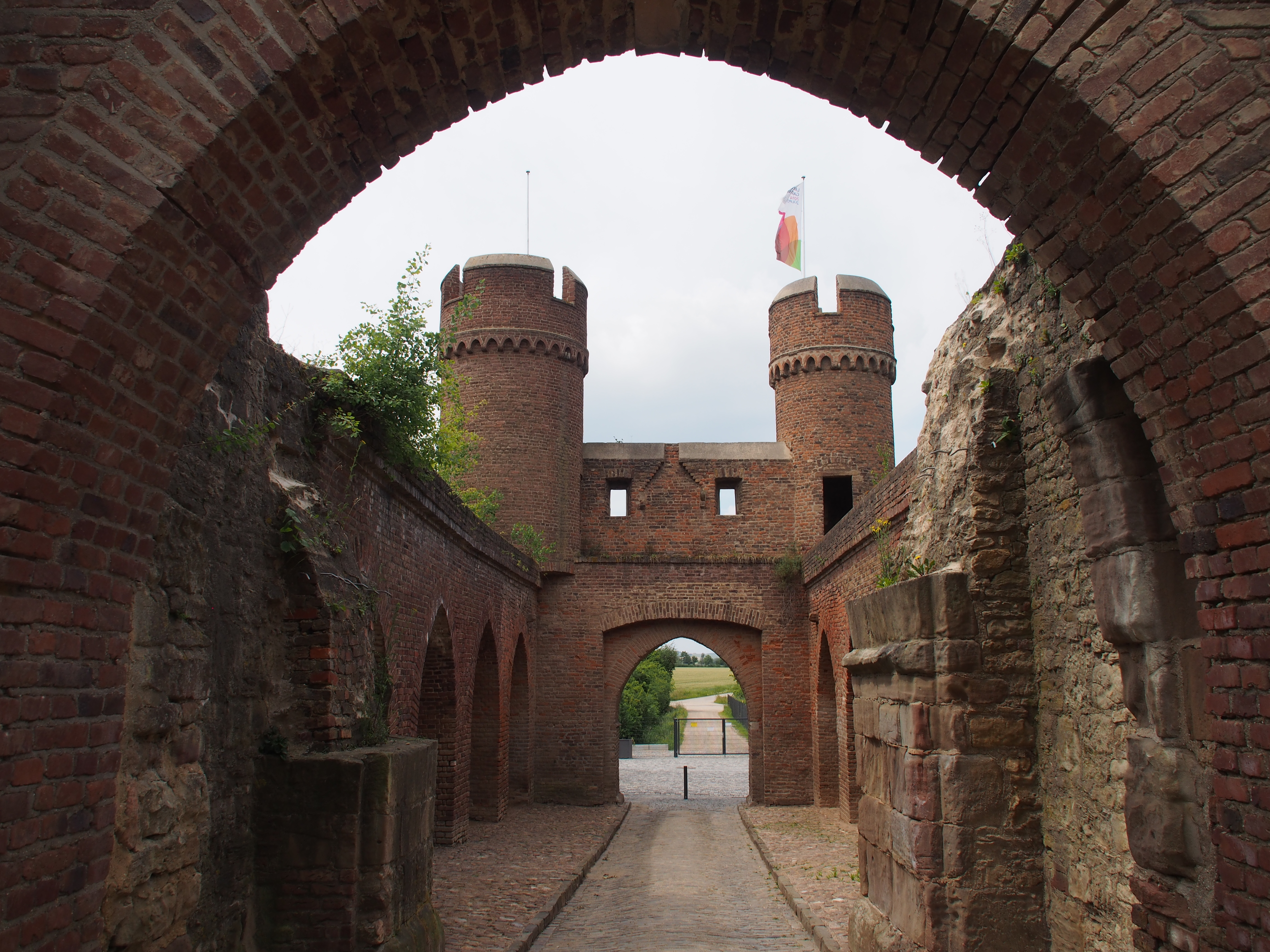
Вайертор, одні з чотирьох унікальних міських воріт в стилі цегляної готики в Цюльпіх (Північний Рейн-Вестфалія)
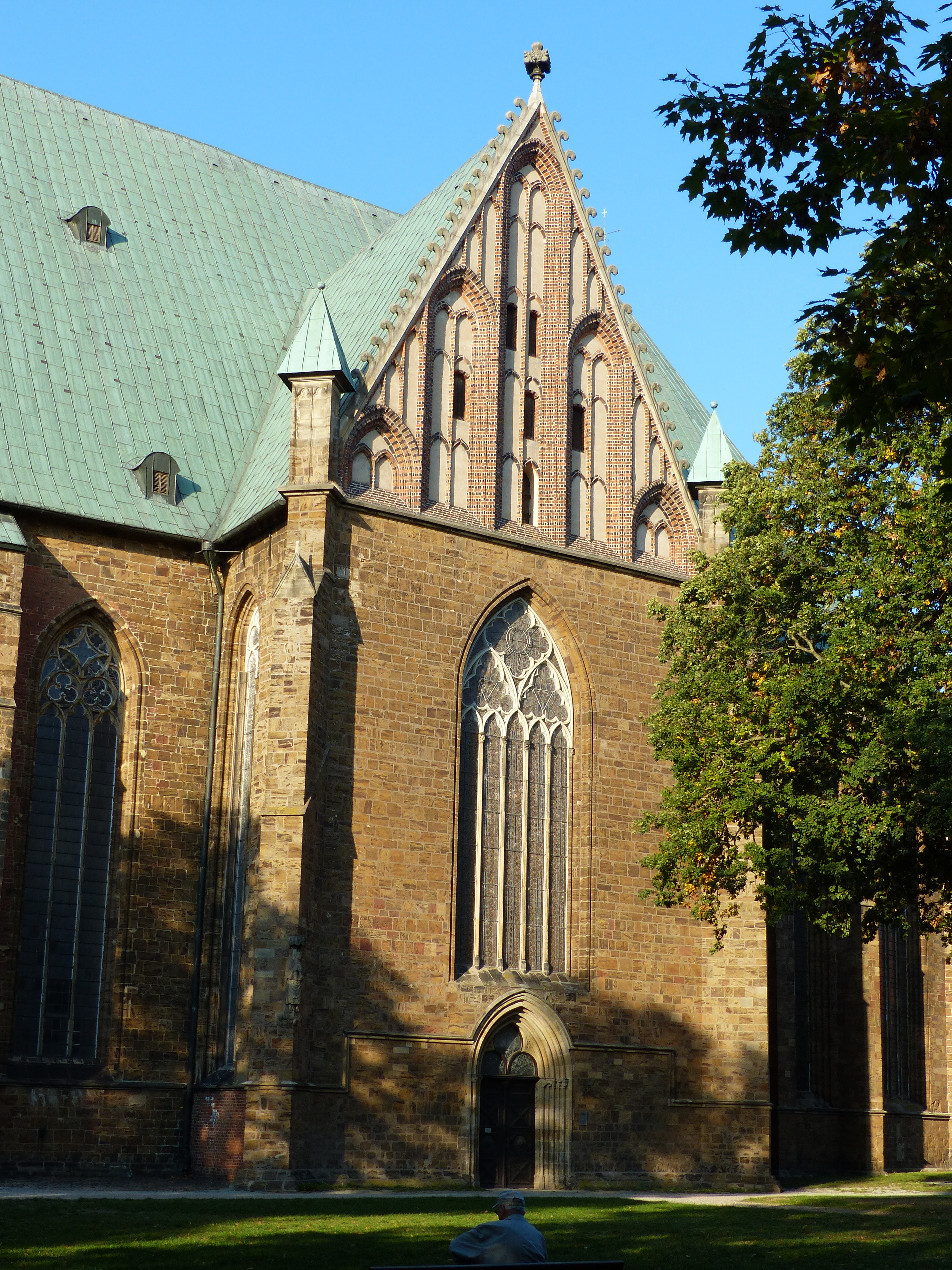
Собор в Фердні (Нижня Саксонія, Німеччина)
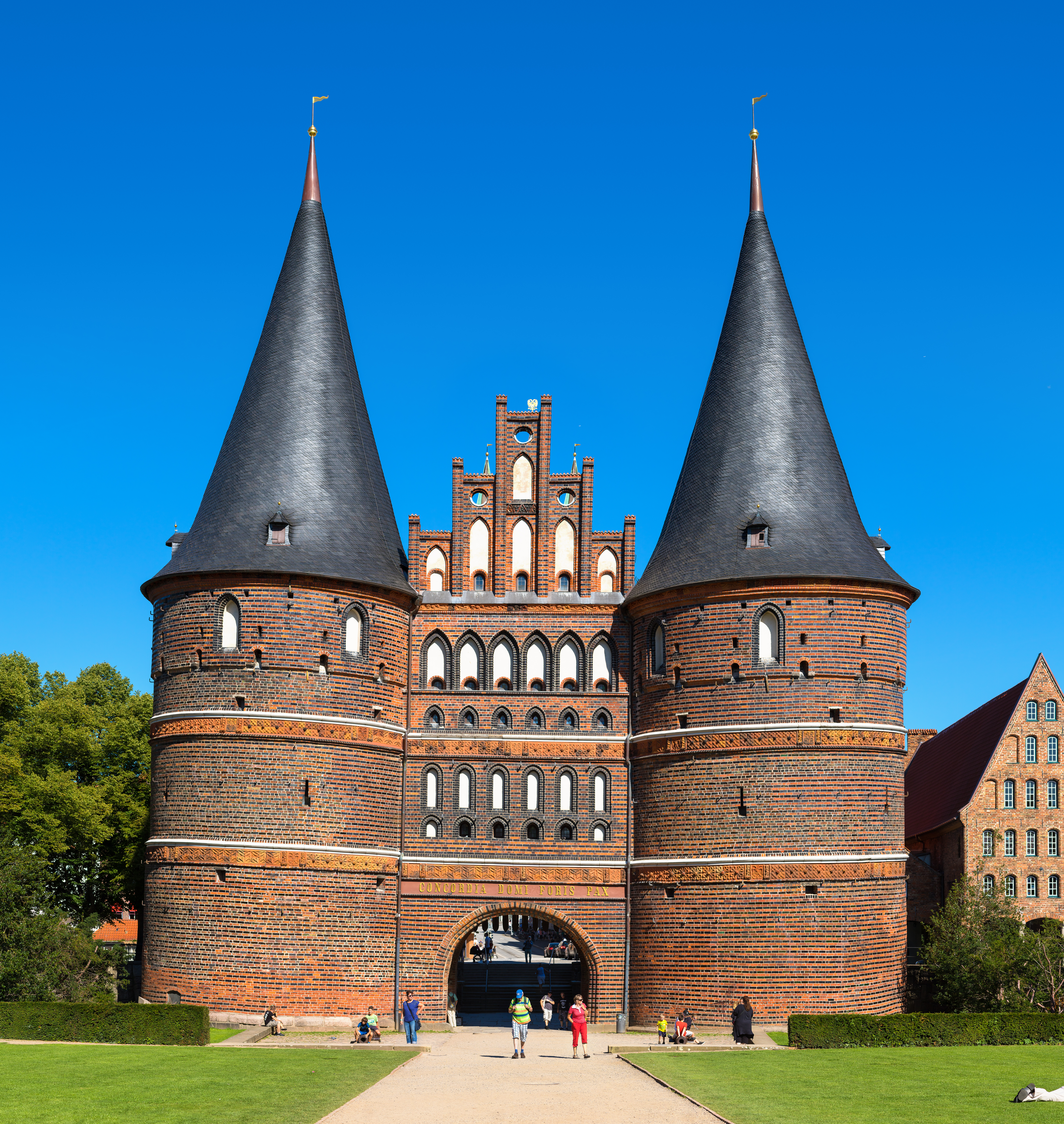
попереду — Гольстинські ворота в Любеку
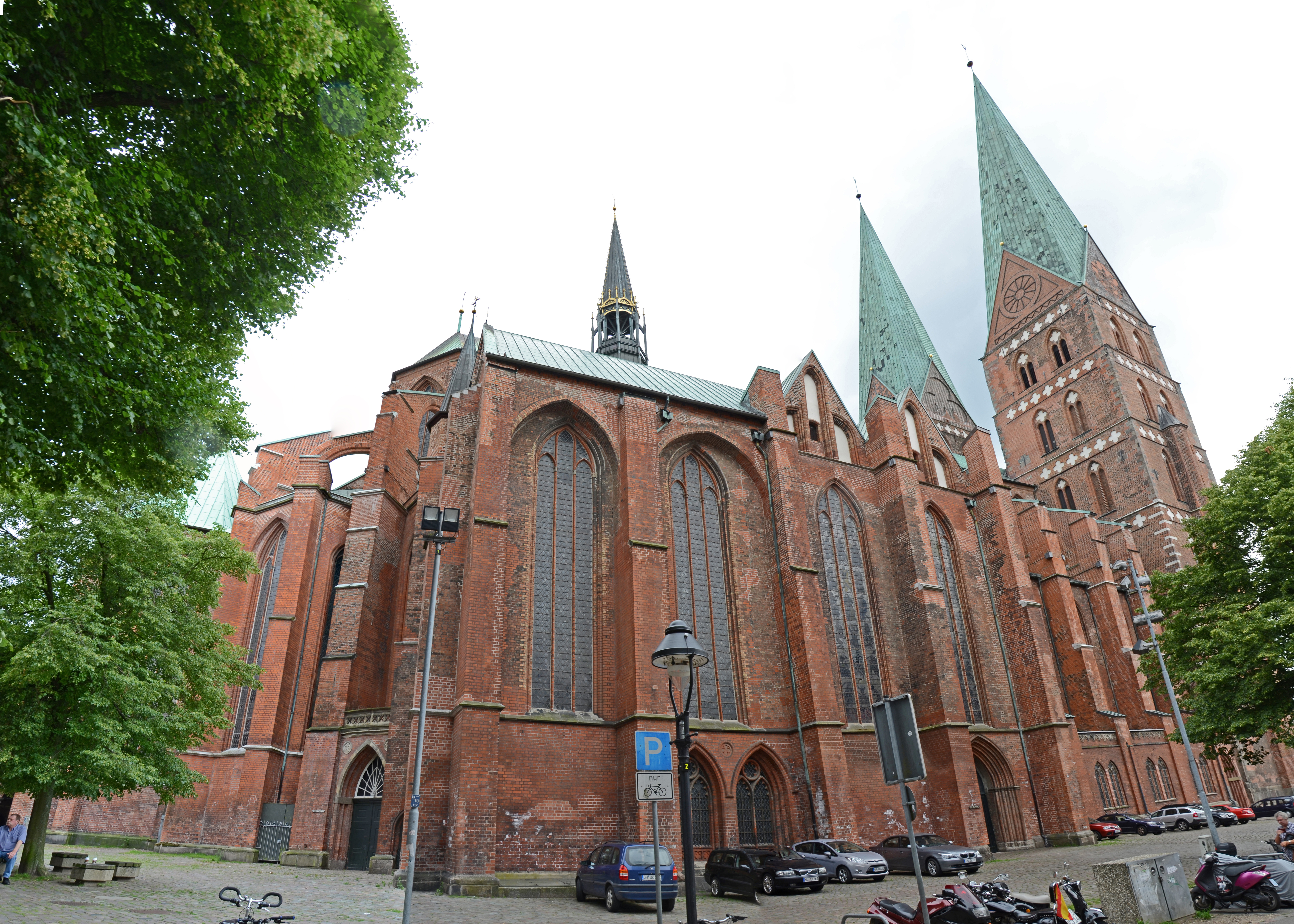
Церква святої Марії в Любеку
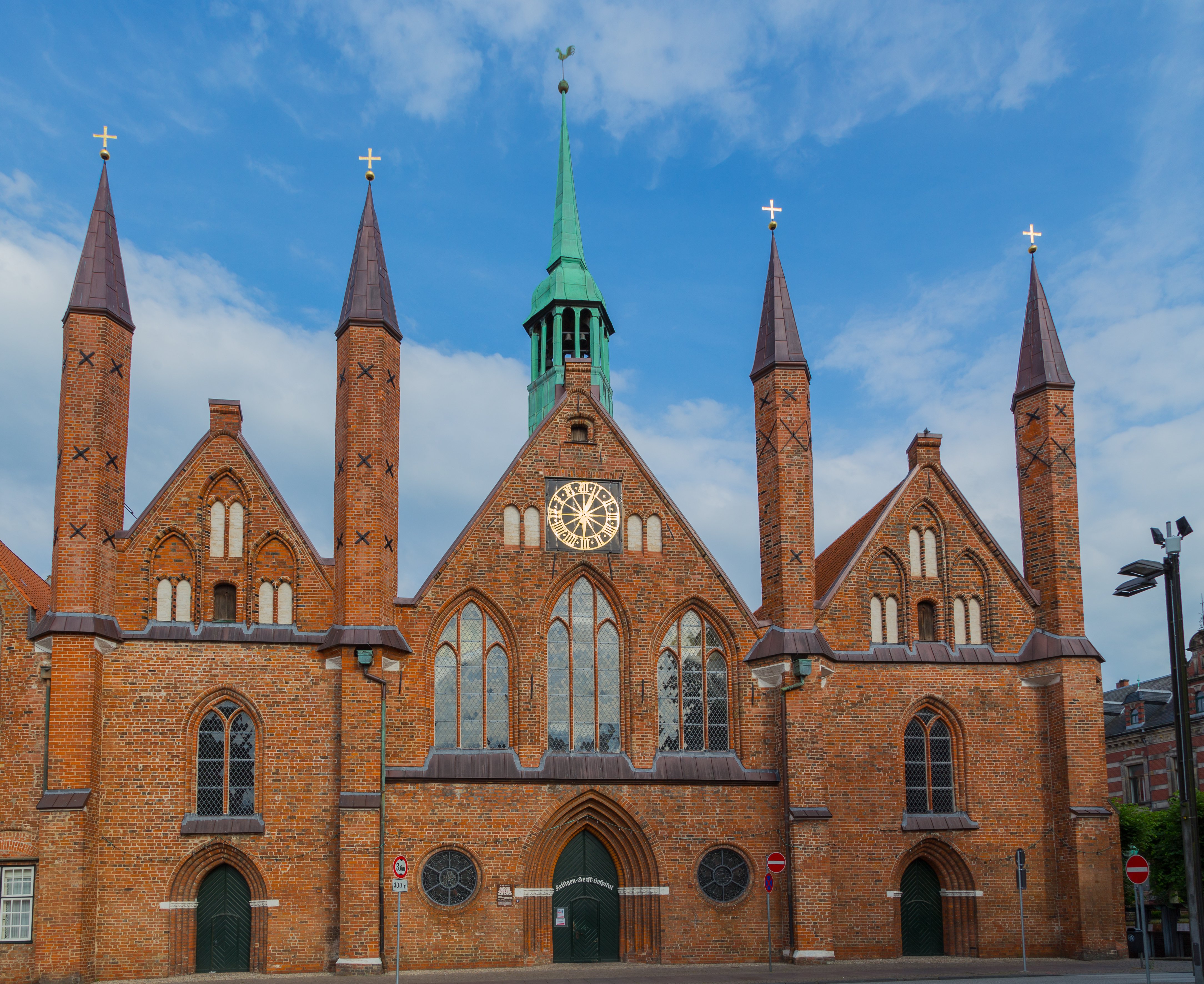
Шпиталь Св. Духа та його оточення в Любеку.
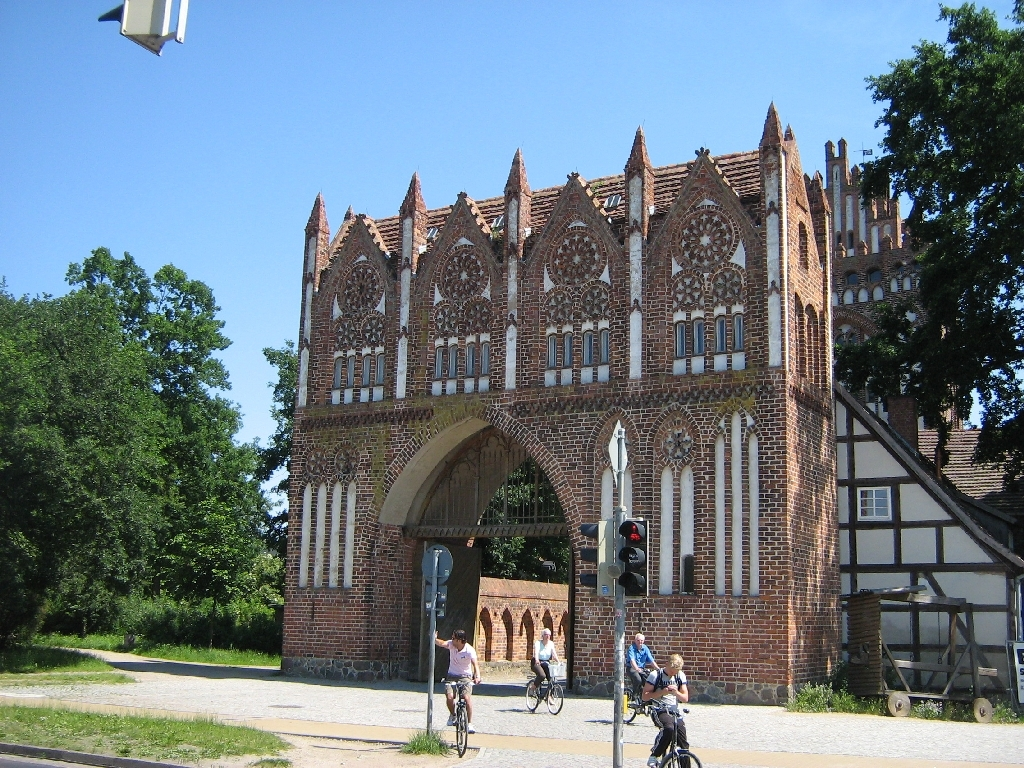
Трептовські ворота, одні з чотирьох унікальних міських воріт в стилі цегляної готики в Нойбранденбург (Мекленбург-Передня Померанія)
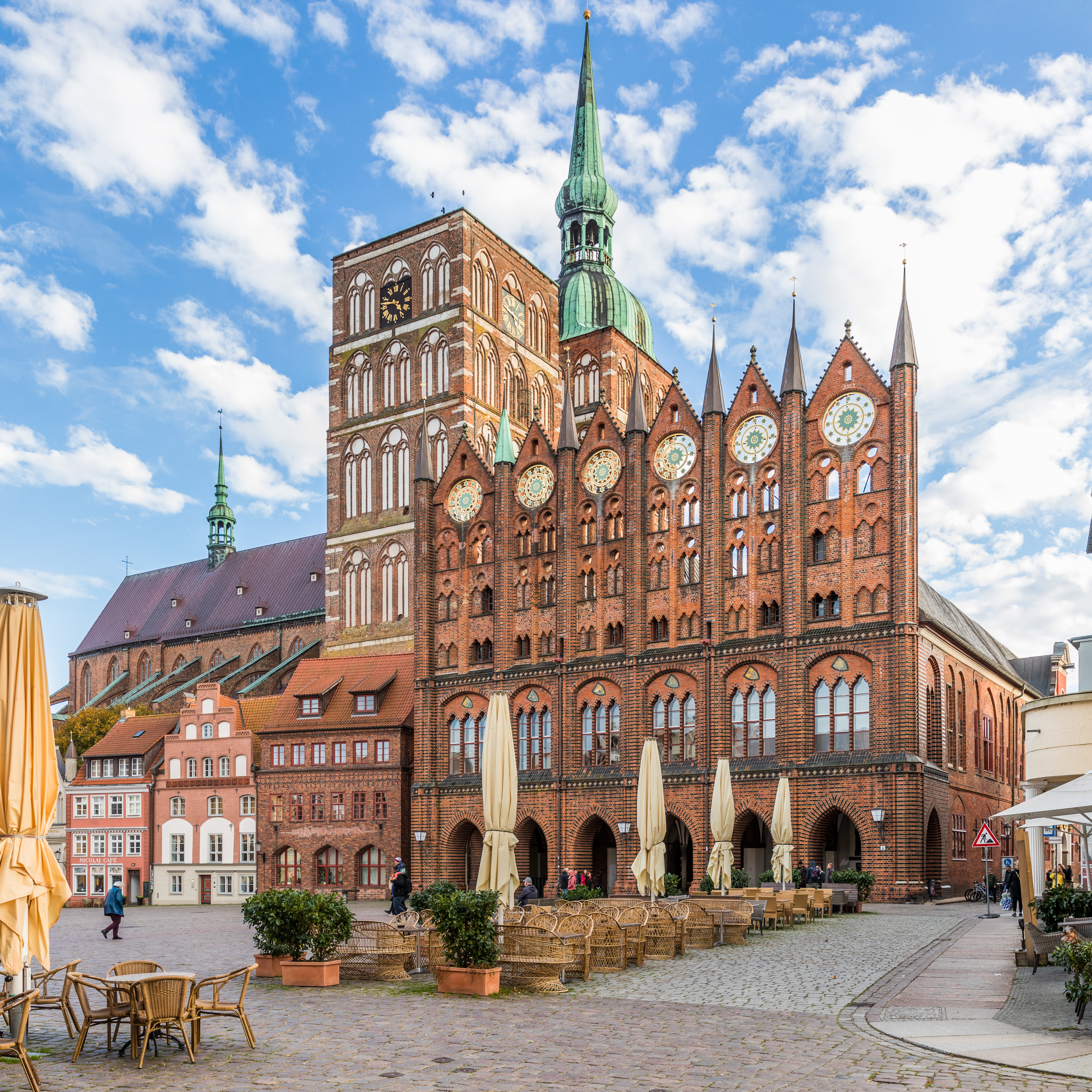
Базиліка святої Діви Марії (Гданськ)
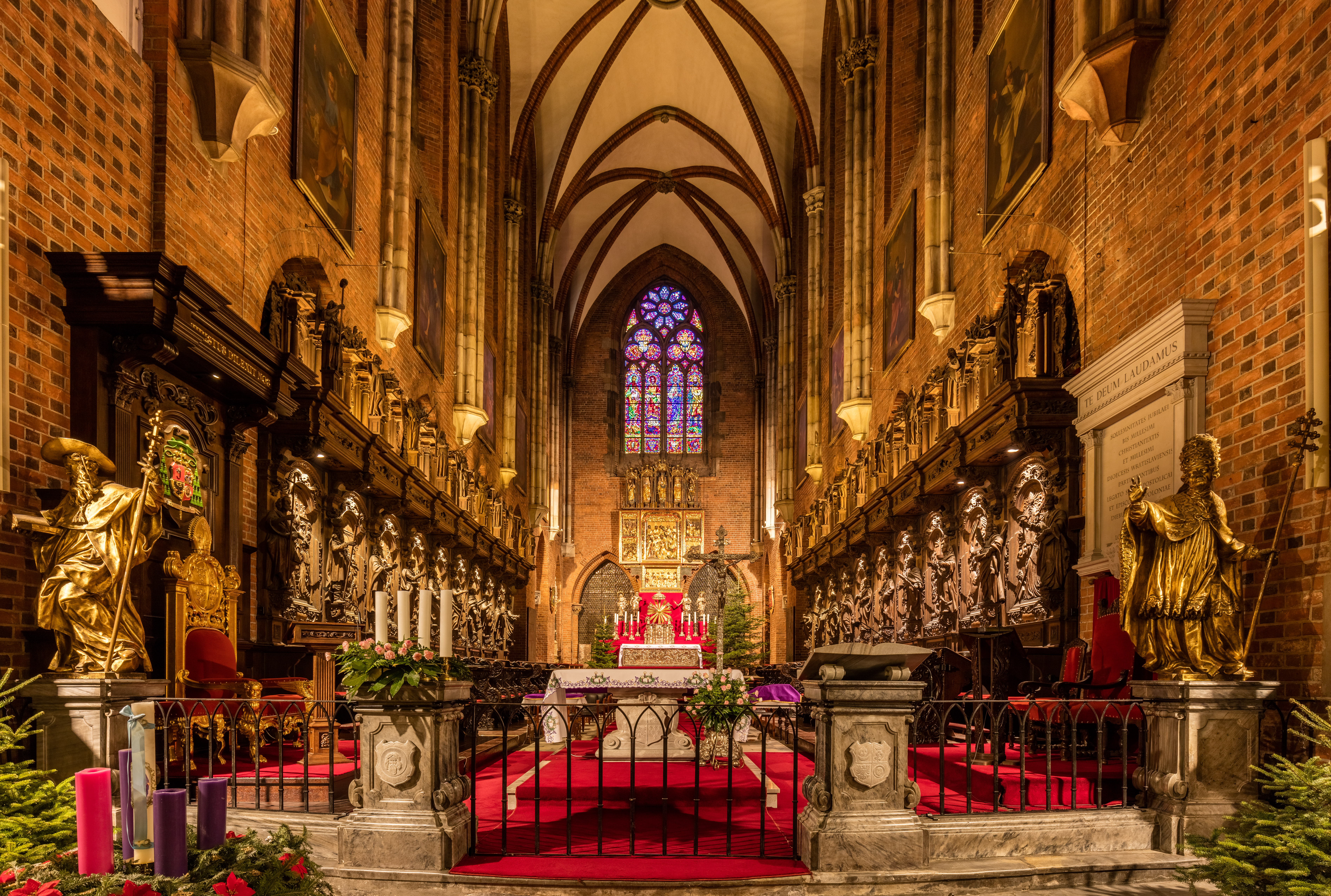
Собор Івана Хрестителя у Вроцлаві (Польща)
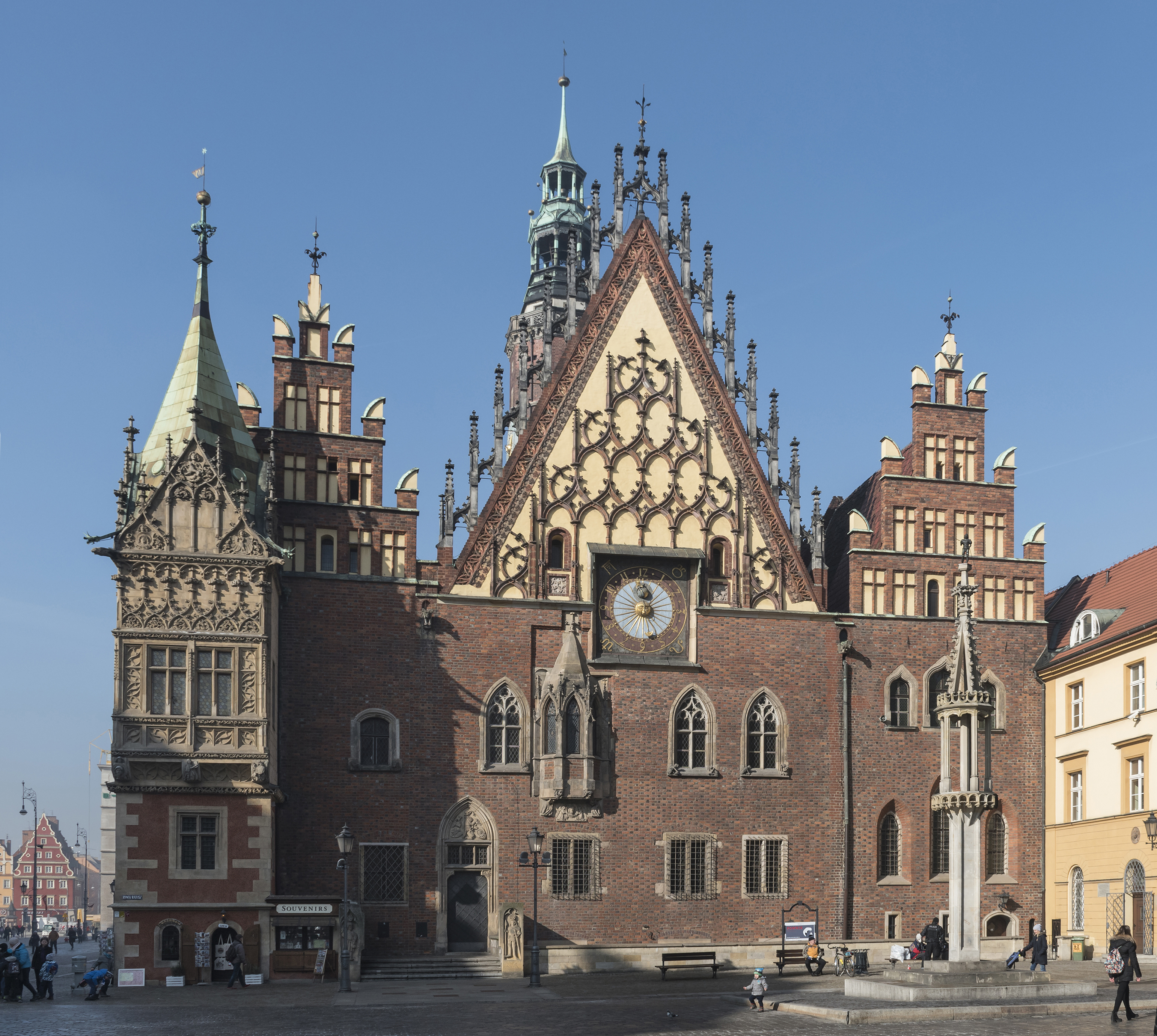
Міська ратуша Вроцлава (Польща)
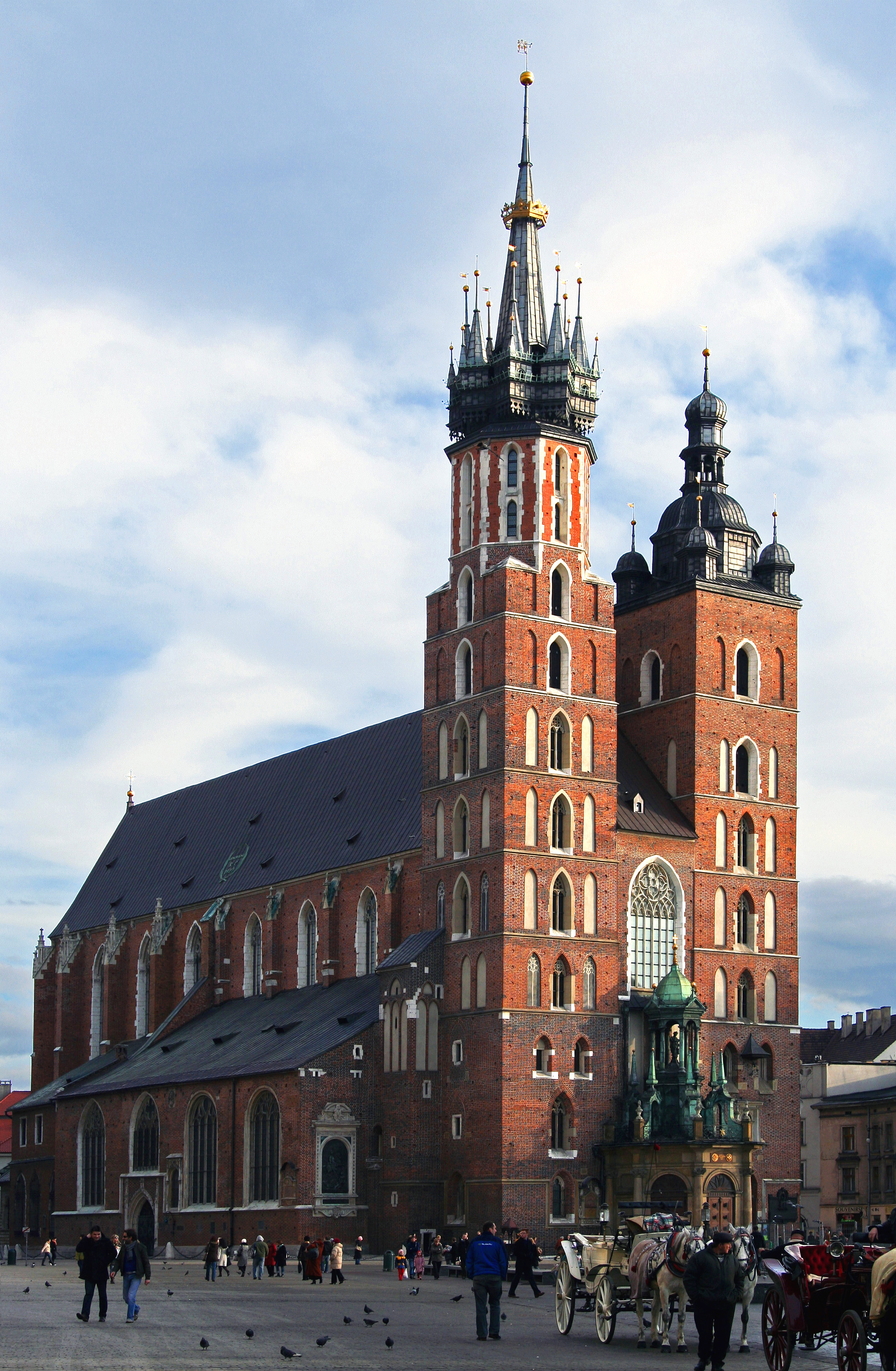
Костел Діви Марії (Краків)
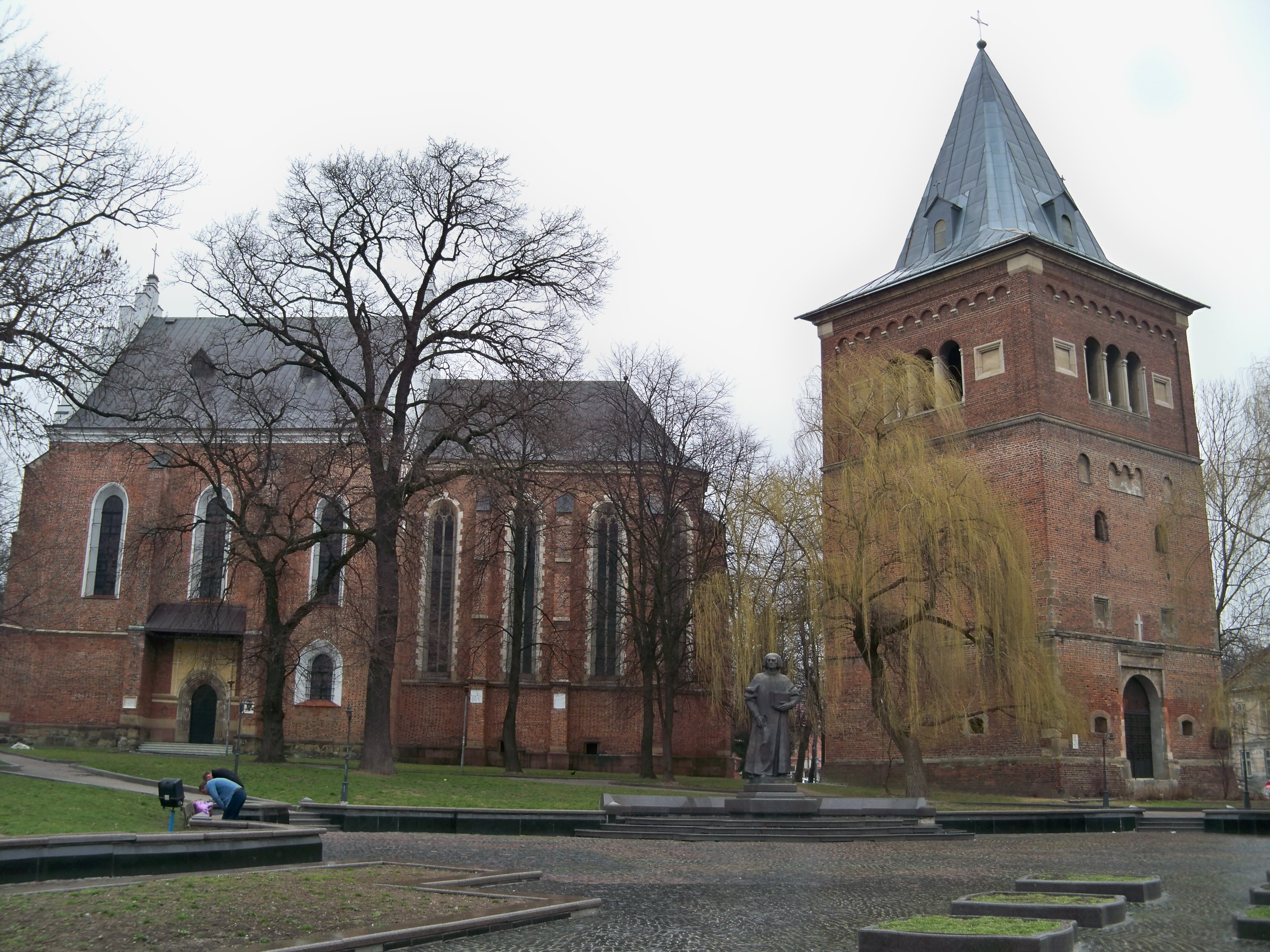
Костел святого Варфоломія (Дрогобич)

Цегляна готика в Україні представлена окремими будівлями в:
- Луцькому замку;
- Зимненському монастирі.

## Неоготика
У 19-му сторіччі неоготика привела до відновлення стилів цегляної готики. Церкви, побудовані в 19-му сторіччі в неоготичному стилі, можна побачити в Північній Німеччині, Скандинавії, Польщі, Литві, Фінляндії, Росії та США.
Відомими архітекторами, які працювали в цьому стилі, є Фрідріх Август Штюлер в Берліні та Зімон Лошен в Бремені. І хоча стиль набув популярності з 1860-х, один з найкращих його прикладів був завершений у 1831 році — це Фрідріхсвердерська церква в Берліні архітектора Карла Фрідріха Шинкеля. У США прикладом цього стилю став комплекс церкви св. Марії 1880 року в Брукліні, Массачусетс.
В Україні кількість неоготичних споруд переважає над кількістю власне готичних. Цегляною неоготикою є костел Св. Анни в Озерянах, костел Найсвятішого Серця Ісуса в Стоянові, костел Найсвятішого Серця Ісуса в Чернівцях, Лютеранська кірха у Луцьку, Костел святого Йосипа у Гнівані тощо.

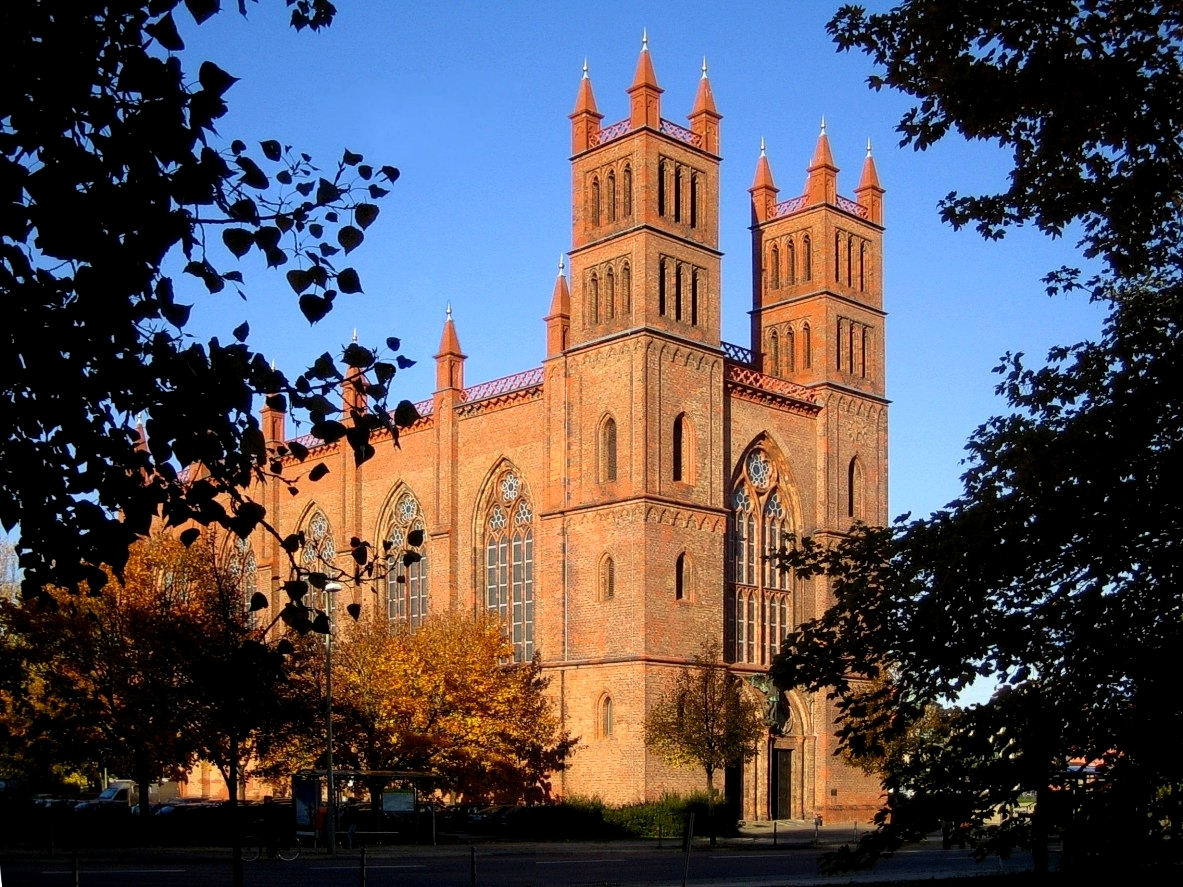
Фрідріхсвердерська церква, Берлін, 1831 рік
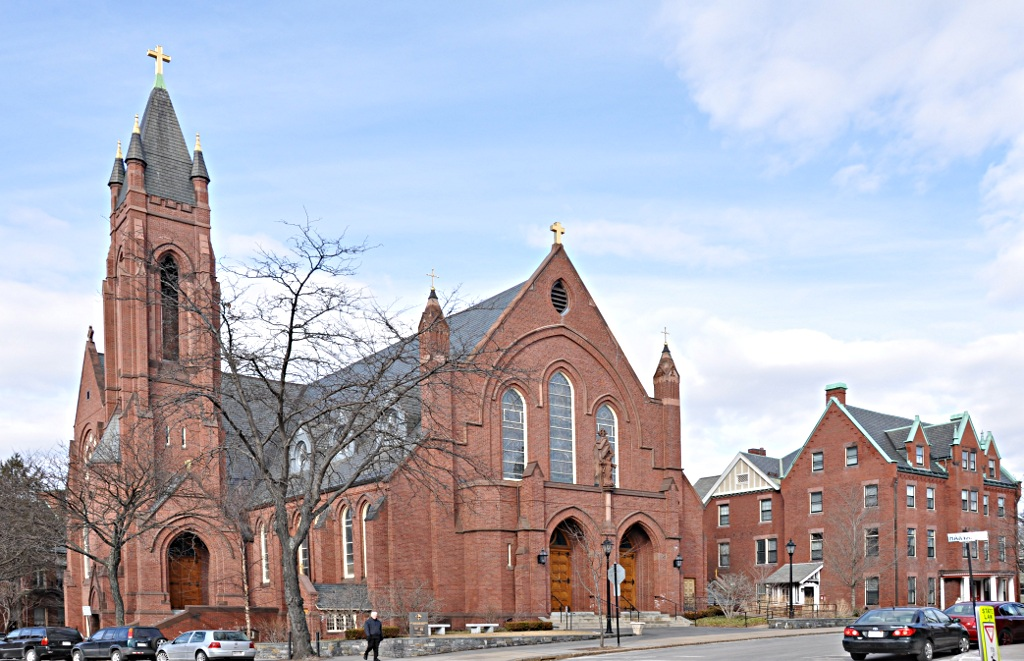
Церква св. Марії та будинок парафіяльного священика, Бруклін, Массачусетс, США, 1880 рік